# Glossaire de la serrurerie
La serrurerie, métier du serrurier s'occupe de serrures, quincailleries, et autres dispositifs mécaniques en fer ou en acier. Discipline ancienne, elle a développé un vocabulaire technique spécifique présenté ici.
- Haut – A
- B
- C
- D
- E
- F
- G
- H
- I
- J
- K
- L
- M
- N
- O
- P
- Q
- R
- S
- T
- U
- V
- W
- X
- Y
- Z

## A
- Acier - Alliage de fer et de carbone. Le carbone, complètement dissous dans la matrice de fer, ne dépasse pas 2,1 % en masse. Il influe très fortement sur l'arrangement des atomes de fer dans la maille, la sensibilité traitements thermiques, etc. Il existe un grand nombre d'aciers (plus de 3 500), que l'on distingue selon leurs propriétés. En général, la ductilité évolue inversement à la résistance mécanique. Contrairement aux fers forgés, les aciers prennent la trempe[1],[2]
- Acérer - Souder un morceau d'acier à l'extrémité d'un morceau de fer[S 1].
- Agrafe - Nom d'un morceau de petit fer plat, coudé des deux bouts eu à scellement à l'une de ses extrémités, servant à retenir des dalles en pierre, à lier deux morceaux de marbre ensemble, ou à arrêter des parties de menuiserie[S 1] ; Nom d'une espèce de boucle carrée avec une patte, que l'on attache sur des volets de fenêtre[3] pour les fermer, au moyen du panneton de l'espagnolette qui passe dedans ; On en distingue de plusieurs sortes ; les unes, qui ne sont que blanchies et évidées, se nomment agrafes à croissant, et en raison de leur dimension on leur donne le nom de petit, moyen et grand modèle ; les autres plus grandes, polies et évidées, se désignent par modèle en long et modèle en travers[S 1].
- Aigre - Voir Fer.
- Aile ou Aileron d'une fiche - Voir Lame
- Aléser - Agrandir un trou avec un alésoir[S 2].
- Alésoir - Outil d'acier qui sert à unir et à calibrer des trous à l'intérieur d'un cylindre, en le faisant tourner dedans[S 2].
- Amorcer - Amincir le bout d'une tringle ou barre de fer pour la souder à une autre[S 2].
- Ancre - Nom d'une barre de fer carré, droite ou contournée, que l'on passe dans l'œil d'un tirant ou d'une chaîne pour retenir l'écartement des murs de face, empêcher la poussée d'une voûte, ou entretenir une souche de cheminée au-dessus des combles[S 2].
- Ancre à talon - Ancre qui porte au milieu une saillie en forme de demi-congé et qui lui sert d'arrêt sur l'œil de la chaîne[S 2].
- Anneau - Morceau de fer rond et circulaire, dont les extrémités sont soudées ensemble - Il est passé dans un lien que l'on nomme lacet, et qui est à pointe, à scellement ou à vis - Son usage le plus ordinaire est d'attacher les chevaux à leur mangeoire. Anneau de clef - Partie de la clef que l'on tient à la main, et qui aide à la mouvoir dans la serrure ; Anneau de clef à l'anglaise - Anneau de clef uni et très-délié[S 2].
- Anse - Espèce de lien mouvant d'un cadenas que l'on passe dans deux pitons posés, l'un sur un poteau, et l'autre sur une porte pour la fermer[S 2].
- Arc-boutant - Barreau de fer incliné, droit ou contourne, servant à buter ou à soutenir une grille ou travée de grille, un balcon, un garde-fou, etc.[S 3].
- Arcade - Partie haute des barreaux des balcons ou des rampes qui à la forme d'un demi-cercle ou d'une ogive, ce qui leur fait donner le nom de rampes ou balcons à arcade[S 3].
- Archet - Outil qui sert à faire marcher le foret - Il est fait d'une lame d'épée ou d'un morceau d'acier étiré[S 3].
- Armature - Terme qui désigne collectivement toutes les pièces de fer nécessaires pour arrêter ou fortifier quelqu'ouvrage, ou pour l'entourer ; telles sont les bandes dont on garnit les bornes, les pieds-droits, les seuils de porte cochère, une poutre éclatée, un entrait, un pilot ; Armature de pompe - Ce mot désigne de même toutes les pièces qui servent à faire mouvoir le piston d'une pompe - Ces pièces sont le châssis, le balancier et la tringle attachée au piston[S 3].
- Arrêt - Petit talon qui, dans une serrure, fait partie du pêne, ou rivé sur le palâtre pour l'empêcher de courir[S 3].
- Arrêt de verrou à ressort - Petit épaulement pratiqué sur le côté du verrou pour en arrêter la course au moyen du cramponnet[S 3].
- Artichaut - Pointes de fer montées en forme d’artichauts qu'on place sur des pilastres, sur des barrières, pour empêcher de passer
- Attisomoire - Voir Tisonnier
- Astragale - Espèce de cordon en cuivre ou en fer, que l'on rapporte par le haut des barreaux d'une grille, d'un balcon ou d'une rampe[S 3].
- Auberon - Petit morceau de fer en forme de crampon, rivé sur l'auberonnière pour recevoir le pêne d'une serrure à bosse ou d'une serrure de coffre[S 3].
- Auberonnière - Petite bande de fer mince ajustée avec un bout de chaîne par le bout d'un fléau de porte charretière, propre à fermer cette porte au moyen de l'auberon rivé dessus, et qui reçoit le pêne d'une serrure ovale ou carrée fermant un fléau ou un coffre[S 3].

- Haut – A
- B
- C
- D
- E
- F
- G
- H
- I
- J
- K
- L
- M
- N
- O
- P
- Q
- R
- S
- T
- U
- V
- W
- X
- Y
- Z

## B
- Balancier - Barre de fer rond servant à faire mouvoir le piston d'une pompe au moyen de la tringle ajustée à l'un des bouts de cette barre[S 4].
- Balcon - Panneaux de serrurerie de diverses formes et encadrés de châssis, que l'on place à hauteur d'appui au-devant des fenêtres[3],[S 4].
- Balèvre - A l'extrémité d'un barreau, fer qui excède celui de la traverse dans lequel il est assemblé[S 4].
- Balustre - Ornement qui se pratique sous l'anneau d'une clef ; c'est aussi le nom d'un pilastre de rampe dont le bas à la forme de poire[S 4].
- Bandage - Voir Fer
- Bande de trémie - Barre de fer plat coudée à double coude à chacune de ses extrémités, servant à soutenir les plâtres des âtres et foyers de cheminées : elle se place au droit des vides observés dans les planchers, et s'attache sur les solives d'enchevêtrure "[S 4].
- Bandelette - Voir Fer
- Barbe - Dents pratiquées à l'un des côtés du pêne d'une serrure, lesquelles étant accrochées par le panneton de la clef, ouvrent ou ferment la serrure selon qu'on tourne la clef - Il y a autant de barbes à un pêne que la serrure a de tours pour fermer[S 4].
- Baril - Voir Tambour
- Barre
  - Barre de trémie - Voir Bande
  - Barre de languette - Barre de fer plat ou carré, portant des deux bouts sur les jambages d'une cheminée, et supportant la languette de face du tuyau ; on nomme aussi barre de languette les barres en petit fer carré qui supportent les planches de ventouses sous un manteau de cheminée[S 4].
  - Barre de contre-cœur - Cette barre se met au-devant et retient les plaques de fonte dans les cheminées de cuisine[S 5].
  - Barre de croisée ou de fermeture - Barre de fer plat ou carré qui ferme des guichets de fenêtre[3] ou des volets de boutique, et qui se pose dans deux gâches ou est retenue par des boulons[S 5].
  - Barre d'arc-boutant - Barre de fer carré, ayant un crochet d'un bout et un œil de l'autre, avec un lacet et un piton à patte, pour fermer un vantail de porte charretière ou autres[S 5].
  - Barre de fourneau - Voir Ceinture
  - Barre de linteau - Barre de fer plat ou carré, qui se pose, au lieu de linteaux de bois, aux baies de portes et fenêtres[3] ; on en met aussi aux mêmes baies sous les fermetures qui sont bandées en pierre[S 5].
  - Barre d'appui - Celle-ci se pose entre les tableaux d'une fenêtre[3] elle est en fer carré, et recouverte ou non d'une plate-bande[S 5].
- Barreau - Barre de fer carré, rond ou plat, qui sert à fermer quelques ouvertures, comme baies de fenêtre[3], soupiraux, etc.- Aussi le nom des barres qui forment le remplissage d'une grille et d'une rampe[S 5].
- Bascule - Pièce de fer plat, qui, dans une serrure ou dans une gâche, tourne sur une goupille pour faire ouvrir ou fermer à la fois les deux verrous d'une porte d'appartement ou d'armoire - On la nomme bascule à verrous[S 5].
  - Bascule à queue de poireau - Poignée de fer rond montée sur une platine à laquelle sont attachés des fils de fer tordus, servant à faire ouvrir des verrous ou des becs-de-canes placés à l'intérieur d'une porte d'armoire[S 5].
  - Bascule de loquet - Pièce de fer d'environ deux pouces de long, percée d'un trou et posée au bout de la tige du bouton ou du lacet de la boucle d'un loquet à bascule[S 5].
  - Bascule de boucle ou de bouton - Petit morceau de fer plat, ayant un trou carré d'un bout, effilé de l'autre, et ajusté à l'extrémité de la tige d'un bouton dit à boîte d'horloge[S 5].
  - Bascule à crémone - Elle est composée de deux verrous coudés en croissant, que l'on fait mouvoir au moyen d'une poignée fixée - Sur une platine évidée qui s'attache sur le vantail d'une porte ou à l'intérieur d'une armoire[S 5].
  - Bascule à pignon - Elle ne diffère de la précédente qu'en ce que les queues des verrous sont droites et fendues de la longueur des courses des verrous, et qu'un côté de ces queues est à dents ou à crémaillère, et s'engrène dans un pignon placé entre elles[S 6].
  - Bascule à coq - Nom des fortes bascules dont les crampons sont encloisonnés et à moulure[S 6].
  - Bascule - Tringle de fer rond, montée sur deux tourillons, et au bout de laquelle sont ajustés deux mouvemens servant au tirage d'une sonnette ; c'est ce que l'on nomme bascule simple - La bascule double diffère de cette première, en ce qu'elle est montée dans un canon de tôle qui porte aussi à ses deux extrémités un mouvement pour le service d'une seconde sonnette[S 6].
- Base - Moulure en cuivre qu'on rapporte au bas d'un barreau de rampe ou de balcon[S 6].
- Batarde - Nom d'une lime qui tient le milieu entre les limes à grosse taille et celles à fine taille[S 6].
- Bâton rompu - Morceau de fer carré, coudé de plusieurs coudes à angles droits[S 6].
- Battant - Montants d'une porte en grille, qui, avec les traverses, en forment le bâti[S 6].
  - Battant - Dans un loquet ou un loqueteau, la tige principale et mouvante[S 6].
- Battement - Tringle de fer plat formant feuillure, rapportée sur un des Montants d'un vantail de grille, et cachant la jonction des deux vantaux[S 6].
- Bec-de-cane - Petite serrure à demi-tour, avec ou sans cloison, qui ouvre par le moyen d'une boucle ou d'un bouton simple ou double ; On distingue plusieurs sortes de becs-de-cane par rapport à leur forme, à leur qualité, et à l'usage qu'on en fait[S 6] :
  - Bec-de-cane poli sur platine ou sans cloison, ou bec-de-cane sur le dos - Il n'a qu'un bouton, et sert à la fermeture des armoires[S 7].
  - Bec-de-cane à écrou - Il sert comme le précédent, et n'a de même qu'un bouton[S 7].
  - Bec-de-cane à feuille - Un bec-de-cane aussi monté sur une platine, et qui sert à fermer le haut d'une armoire au moyen d'une serrure ou d'un second bec-de-cane[S 7].
  - Bec-de-cane à équerre - Celui-ci sert au même usage que le précédent et est, de plus, en-cloisonné - Il s'ouvre au moyen d'une équerre à laquelle est attaché un fil de fer[S 7].
  - Bec-de-cane à équerre - Celui-ci porte de même une équerre dans son intérieur pour faire ouvrir, au moyen d'un bouton et d'un fil de fer, un second bec-de-cane semblable au précédent placé au haut de la porte[S 7].
  - Bec-de-cane à boucle simple - Celui-ci sert à la fermeture des volets dans les embrasements de fenêtres[3],[S 7].
  - Bec-de-cane poli à deux boutons olive, ou à deux boucles à charnière - Celui-ci est le plus en usage - Il sert à la fermeture des portes d'appartements, à cadres ou vitrées - On en distingue de deux sortes, l'un à un, et l'autre à deux picolets ou cramponnets[S 7].
  - Bec-de-cane à deux pênes - Semblable au dernier, il a un second pêne dormant qu'on nomme verrou de nuit[S 7].
- Bec de corbin - Outil d'acier, étroit et crochu, servant à faire les mortaises pour placer les lames de fiches dans le bois[S 7].
- Bénarde - Voir Clef et Serrure
- Béquette - Petites pinces à main pour contourner les petits fers des garnitures[S 7].
- Béquille - La béquille est le modèle de poignée de porte le plus répandu dans nos intérieurs. De forme allongée, la béquille (ou manche) positionnée à l'horizontale, permet l’ouverture et la fermeture de la porte par pression de la main de haut en bas. Il existe différents type de poignées béquille selon leur mode de fixation sur la porte.
- Bigorne - Talon ou les deux talons qui se trouvent aux bouts d'une enclume, dont l'un est rond et l'autre carré[S 7].
- Bigorneau - Sorte de petite enclume à bigorne[S 7].
- Bigorner - Forger un morceau de fer et l'arrondir en forme d'anneau sur la pointe de la bigorne[S 7].
- Bille - Morceaux d'acier tels qu'ils se livrent dans le commerce[S 7].
- Blanchi - Fer et toutes pièces de serrurerie qui ont été limés à la lime commune ; ce mot désigne aussi la qualité inférieure d'une serrure - En quincaillerie, on entend par le même mot blanchi, les platines ou autres pièces qui ont été passées sur la meule ; Blanchir - Limer le fer ; c'est passer une platine de verrou, le palâtre d'une serrure sur la meule[S 7].
- Boîte - Partie d'une fiche dans laquelle entre la cheville qui tient lieu du mamelon d'un gond[S 8].
- Borax - Sel qui à la propriété de se vitrifier aisément et d'aider la fusion des métaux - Il sert à braser ou lier le cuivre avec le fer[S 8].
- Borne - Cylindre creux de fer fondu, que l'on place au-devant des pieds-droits d'une baie de porte cochère ; on nomme encore borne une barre de fer carré ou arrondi servant au même usage[S 8].
- Bosse - Voir Serrure
- Bouchoir - Plaque de tôle sur laquelle est rivée une poignée fermant la bouche d'un four[S 8].
- Boucle - Anneau allongé de fer ou de cuivre - Anneau en fer est ordinairement passé dans un lacet, il sert à tirer une porte à soi, et est blanchi ou poli - Anneau en cuivre est le plus souvent à charnière, et il s'emploie aux serrures et becs-de-cane en place de bouton[S 8].
  - Boucle en cuisse de grenouille - Boucle de fer qui forme deux espèces de poires au bas de l'anneau, séparées par un dégagement[S 8].
  - Boucle à gibecière - Nom des heurtoirs placés aux portes bâtardes ou aux portes cochères - Ce nom leur vient de leur contour qui imite celui de la gibecière[S 8].
- Boudin - Voir Ressort
- Boule - Petite sphère percée et rivée sous les traverses d'une grille, d'un balcon, pour les soutenir ; elle se place aussi pour ornement dans leur intérieur[S 8].
- Boulon - Cheville de fer rond ou carré, qui a une tête d’un bout, ou fendue pour recevoir une clavette, et taraudée de l'autre ; Les boulons qui soutiennent les marches des escaliers portent le nom de boulon d'emmarchement, et ceux qui arrêtent deux limons ensemble portent celui de boulon d'assemblage ; Boulonner - Assembler ou retenir quelque chose en la traversant avec des boulons[S 8].
- Bourdonnière - Pièce de fer qui tourne dans une autre ; c'est aussi le haut du barreau de rive d'une grille, arrondi pour rouler dans une bride ou dans la traverse ; c'est encore une espèce de bride que l'on place par le haut d'une porte cochère ou d'une porte charretière, et dans laquelle entre une partie ronde[S 9].
- Bout - Voir Clef
- Bouter (Limes à) - De petites limes qui servent particulièrement à limer les pannetons des clefs[S 9].
- Bouterolle - Sorte de rouet qui se pose sur le palâtre de la serrure à l'endroit où porte l'extrémité de la clef qui le reçoit et sur lequel elle tourne ; le bout de la clef reçoit la bouterolle par le moyen d'une fente pratiquée au panneton - Il y en a de différentes espèces, telles que bouterolles à faucillon, bouterolles à faucillon renversé et à bâtons rompus, bouterolles à crochets, etc.[S 9].
- Bouton - Pièce de fer sur laquelle on pose la main pour tirer une porte à soi, ouvrir un verrou, une targette, un loquet, une serrure, un bec-de-cane, etc. Il y en a de plusieurs sortes, de différents noms et propres à divers usages ; savoir : les boutons en olive - Ceux-ci servent à ouvrir les loquets à bascules, les serrures à fouillot et les becs-de-cane ; ils sont en fer ou en cuivre[S 9].
  - Bouton à filet et poli - Bouton rond et plat passé au tour, qui s'applique sur une porte et sert à la tirer à soi - On en distingue de trois modèles, petit, moyen et grand[S 9].
  - Bouton tourné en cul de lampe - Un bouton qui sert au même usage que le précédent, mais qui, au lieu d'être plat, est bombé, et porte un riche profil[S 9].
  - Bouton à bascule dit à boîte d'horloge - Petit bouton en olive avec une tige à vis et un écrou garni d'une bascule, servant à fermer de petites portes d'armoires - On en distingue de trois modèles, petit, moyen et grand - Ces boutons sont unis ou à filet[S 9].
  - Bouton à coulisse - Bouton placé sur le palâtre ou sur la cloison d'une serrure, et qui sert à en ouvrir le demi-tour - Pour les serrures à tour et demi il est sur le palâtre, plein pour les communes, et évidé pour celles dites poussées - Il est placé sous la cloison pour les serrures de sûreté[S 9].
- Boutonnière - Petite pièce de cuivre fondu en forme de gâche, portant une patte à chaque bout - Cette pièce se rive sur le bout d'une lame de persienne, et sert à la faire mouvoir au moyen d'un goujon monté sur une crémaillère[S 10].
- Branche - On donne ce nom à la tige d'une penture, d'une charnière longue, d'un pivot de porte cochère ou de porte battante[S 10].
- Braser - Réunir deux morceaux de fer avec du cuivre que l'on fait fondre[S 10].
- Brasure - Endroit où sont jointes deux pièces de fer par du laiton qu'on y a fait fondre[S 10].
- Bride :
  - lien de fer avec lequel on embrasse une pièce de bois, un tuyau de descente, la tête d'une serrure, une boîte et plusieurs autres corps appliqués sur un mur ;
  - partie saillante aux deux extrémités d'un tuyau[S 10].
- Briquet - Petit couplet qui ne peut être plié que d'un côté - On en distingue de deux sortes, à un et à deux nœuds ou coqs ; ils servent à la ferrure des tables et des dessus de comptoirs[S 10].
- Briquet - Voir Pivot
- Broche - Long clou arrondi sans tête, dont on se sert pour arrêter les lambris ; On nomme aussi broche une petite tige ronde rivée sur le palâtre d'une serrure, placée au centre du canon, et qui entre dans la forure de la clef ; C'est encore une petite tige dans une serrure, que l'on nomme broche de gâchette[S 10].
  - Broche de fiche - Tige ronde portant un bouton à son extrémité, et qui passe à travers les nœuds d'une fiche[S 10].
  - Broche à œil - La tige mouvante qui passe dans les yeux d'un couplet à charnière[S 10].
- Bronze - Métal composé de cuivre de Suède appelé rosette, et d'étain fin[S 11].
- Broquette - Petit clou à tête ronde servant à attacher les platines des verrous, des targettes - On en distingue de plusieurs sortes ; savoir : la broquette à l'anglaise, la broquette emboutie, la broquette de trois quarts, de demi-livre allongée, de demi-livre fine, et d'un quart fin ou petite semence[S 11].
- Brunir - Polir un ouvrage : ce travail se fait avec un brunissoir d'acier[S 11].
- Brunissoir - Morceau d'acier trempé, fort dur et poli ; on s'en sert pour fourbir ou brillanter le fer poli ; Ce qu'on nomme riflard est un brunissoir[S 11].
- Burin - Espèce de ciseau à deux biseaux qui sert à couper le fer à froid, à faire des entailles - Il y en a en bec d'âne, en grain d'orge, à gouge, etc.[S 11].

- Haut – A
- B
- C
- D
- E
- F
- G
- H
- I
- J
- K
- L
- M
- N
- O
- P
- Q
- R
- S
- T
- U
- V
- W
- X
- Y
- Z

## C
- Cache-entrée - Petite pièce de fer mouvante qui couvre l'entrée d'un cadenas, d'une serrure à tour et demi ou bénarde[S 11].
- Cadenas - Espèce de petite serrure mobile et portative - Il y en a de différentes espèces : les unes sont à serrure que l'on nomme ordinaire ou d'Allemagne ; les autres à charnières : elles sont ou noires ou polies- Il en est une troisième sorte qu'on nomme cadenas à secret et à canon tournant[S 11].
- Calibrer - Mettre un trou à un diamètre convenable, ce qui se fait avec un alésoir ; on c alibre aussi un barreau de fer avec une étampe jusqu'à ce qu'il soit à la grosseur qui convient - On calibre les vis avant que de les passer à la filière[S 11].
- Cale - Petit morceau de fer en forme de coin[S 11].
- Canon - Dans une serrure, le petit cylindre creux attaché sur le foncet, dans lequel entre la clef ; C'est aussi la partie de la tige de la clef forée, et dans laquelle entre la broche. On distingue deux sortes de canons ; savoir : canon à patte et canon tournant[S 11].
- Carreau - Grosse lime de fer carrée, taillée sur les quatre faces ; Carrelet - Autre lime qui n'a que la moitié de la force du carreau ; Carrelettes - Petites limes[S 12].
- Carillon - Voir Fer
- Ceinture de Fourneau - Barre de fer plat, coudée et à scellement, servant à retenir les briques ou le carreau du dessus d'un fourneau[S 12].
- Cendreux - Voir Fer
- Chaîne - Assemblage de plusieurs mailles.
- Chaîne (Demi-) - Voir Tiran
- Chaîne - Une suite de plusieurs barres de fer, liées et assemblées par crochets, par clavettes, par des moufles, par des entailles ou assemblages à trait de Jupiter, et que l'on place dans l'épaisseur des murs ou en travers pour en empêcher la désunion ou l'écartement[S 12].
- Chair - Fer qui, cassé à froid, présente des flocons qui se tirent et qui ne se rompent que difficilement[S 12].
- Chanfrein - Petite surface formée par l'arête abattue d'une bande de fer plat ; tel est le côté de la branche d'une penture ; C'est aussi le nom du biseau que l'on fait au bout du pêne d'une serrure[S 12].
- Chape - Dans une poulie, l'espèce de bride qui porte les deux extrémités de l'axe ; ce sont aussi les platines des poulies pour rideaux[S 12].
- Chapiteau - Ornement en cuivre que l'on rapporte par le haut d'un barreau d'une rampe, d'un balcon ou d'une grille[S 12].
- Charbon - On se sert de deux espèces de charbon ; savoir : le charbon de bois et le charbon fossile qu'on nomme charbon de terre[S 12].
- Chardon - Pointes, crochets et dards de fer rivés sur des barres de fer plat ou de fer carré chantournées, que l'on place aux côtes des grilles ou scellées dans des murs pour défendre le passage[S 12].
- Charger - Appliquer dessus le fer trop menu des mises d'autre fer pour le rendre plus fort[S 13].
- Charnière - Pièce de quincaillerie servant à la ferrure des portes d’appartements, d'armoires, de volets, etc. : elle est formée de deux pièces jointes par une broche rivée ou mouvante - On en distingue de plusieurs espèces ; savoir : charnière en tôle et carrée ; la même, mais les trous fraisés ; charnière à pan - Faite de même en tôle, et de forme octogone ; charnière à couplet : celle-ci porte une branche longue d'un bout, et un couplet de l'autre - Il en est de grisées, et d'autres qui sont blanchies ; charnière, broche à œil, et enfin les charnières longues ou à deux branches ; celles-ci sont toujours blanchies - On fait aussi des charnières carrées en cuivre ; elles sont en laiton ou en cuivre fondu[S 13].
- Chasse Carrée - Espèce de marteau à deux têtes carrées, dont l'une est acérée et l'autre ne l'est point ; Chasse à Biseau - Même outil et de la même forme, à l'exception que la tête acérée est en pente - Et l'autre servent à refouler le fer[S 13].
- Châssis - Assemblage du pourtour d'une porte, d'une rampe, d'un balcon, dans lequel les barreaux sont assemblés[S 13].
- Chaude - Action de faire assez chauffer le fer pour le forger - Ainsi on dit : ce morceau a été forgé en une, deux ou trois chaudes ; Chaude grasse ou suante - Ce terme exprime l'état du fer sortant de la forge lorsqu'il est bouillonnant et presque en fusion[S 13].
- Cherche-fiche - Une sorte de pointe acérée, dont la tête formant un tour d'équerre se trouve ronde comme le reste du corps de cet outil - Son usage est de chercher dans le bois le trou dans l'aile de la fiche lorsque cette aile est dans la mortaise, afin d'y pouvoir placer la pointe qui doit arrêter la fiche[S 13].
- Chevalet ou Machine à Forer - Cette machine est composée de trois pièces, la palette, la vis et l'écrou[S 13].
- Chevêtre - Barre de fer coudée recevant les solives d'un plancher par le bout qui joint un âtre de cheminée[S 13].
- Cheville d'assemblage - Cette cheville sert aux charpentiers, seulement pour assembler provisoirement les pièces de bois façonnées sur le chantier ; elle à un talon percé d'un œil à la tête, et la pointe ronde ; Chevillette - Morceau de fer rond et à pans, appointi d'un bout et ayant une tête à deux talons de l'autre ; elle sert à l'assemblage des bois de charpente ; Chevillette dentelée - Chevillette dont la tige est hérissée de dents[S 14].
- Ciseau
  - Ciseau à chaud - Gros ciseau à deux biseaux qui sert à couper le fer chaud[S 14].
  - Ciseau à froid - Ciseau qui ne diffère du précédent que parce qu'il est moins long et qu'il ne sert jamais sur le fer chaud[S 14].
  - Ciseau à ferrer - Ciseau à deux biseaux, mais dont le taillant est très-mince ; il n'est propre qu'à couper du bois[S 14].
- Clavette - Petit morceau de fer qui se monte entre deux pièces, généralement pour les lier en rotation[4]
- Clame - Petit morceau de fer plat et mince, plus large d'un bout que de l'autre, qu'on passe dans la mortaise d'un boulon ; il y en a de simples et de doubles[S 14].
- Clef - Instrument de fer qui sert à ouvrir et à fermer une serrure ; On distingue trois sortes de clefs : 1° - Clef prête à fendre ; c'est une clef forgée, limée et non finie ; 2° - Clef à bout ou clef bénarde : celle-ci est finie, mais la tige n'est pas forée ; 3° - Clef forée : celle-ci est percée ou en partie ou en totalité au travers de la tige - On la nomme aussi clef de sûreté ; On appelle clef à double forure celle forée en trèfle ou en pique[S 14].
- Clenche
- Cloison - Trois côtés d'une serrure qui forment son épaisseur et qui renferment la garniture - Cloison est quelquefois arrêtée sur le palâtre par des étoquiaux ; Cloison (Demi-)- Cloison d'une serrure qui n'a pour hauteur que la moitié de la longueur du foncet[S 14].
- Clou - Tige de fer ayant une tête d'un bout et une pointe de l'autre - Il en est de diverses espèces propres à différents usages, savoir : le clou dit à bateau, un clou commun, que l'on nomme aussi clou à maçon ; le clou à latte ; le clou à volige ; le clou à ardoise ; le clou à menuisier dit délié ; le clou de Liège, plus doux que le précédent ; le clou à barrer ; le clou à plancher, qui n'a pas de tête, et que l'on nomme aussi clou poufle ; le clou à serrurier, que l'on nomme clou doux ; le clou à penture ; le clou d'épingle fait avec du fil de fer, et à tête ronde ou à tête plate, dont le fin se nomme à tête d'homme, et le très-fin à tête de perruquier[S 14].
  - Clou rivé - Ce clou porte, d'un bout, une large tête ronde ou faite en losange ; sa tige est ronde et non pointue, ce qui la rend propre à faire une rivure de son extrémité - Ce clou sert à attacher les pentures, les pommelles, etc.[S 15].
  - Clou à crochet - Espèce de petit gond dont les deux extrémités sont en pointe[S 15].
- Coin - Voir Serre
- Col de cygne - Nom de toute courbure que l'on fait subir à une tringle de fer rond, et qui imite la forme du col d'un cygne ; cette forme se donne quelquefois à une tringle de rideau, à la tige d'un pivot à équerre, à un barreau de rampe[S 15].
- Collet - Endroit d'une penture le plus voisin du rempli ou œil dans lequel le gond est reçu ; il est de la même largeur ou plus large que n'est le reste de la penture 5e[S 15].
- Collier - Cercle de fer ou bride portant deux branches à charnières qui s'ouvrent et se tiennent fermées à volonté au moyen d'une broche ; ce cercle sert à tenir un tuyau de poêle, un corps de pompe, etc. On donne quelquefois ce nom à des morceaux de fer formant viroles ou anneaux destinés à embrasser d'autres pièces et à les fortifier ; il est d'autres espèces de colliers qui ne sont point à charnières : ceux-ci portent des scellements et font le service d'une bourdonnière "[S 15].
- Colonne - Barreau d'une rampe, d'un balcon, arrondi et dont la grosseur diminue par le haut[S 15].
- Conduit - Petite pièce en tôle coudée deux fois d'équerre pour former deux petites pattes, et qui sert à guider et à tenir la tige d'un verrou à ressort sur les portes et fenêtres[3] ; C'est aussi un petit bout de fil de fer courbé et appointi des deux bouts, propre à soutenir et à guider un autre fil de fer tendu pour le tirage d'une sonnette[S 15].
- congé - Masse de fer évidé en quart de cercle que l'on rapporte aux extrémités d'un montant ou d'une traverse de grille, pour donner plus de solidité aux assemblages ; C'est aussi, à l'angle intérieur d'une équerre, d'un pivot, l'espèce de renfort que l'on évide de même[S 16].
- Console - Enroulement qui sert à arcbouter une grille ou à soutenir un balcon[S 16].
- Contre-poinçon - Une sorte de poinçon camus, plus large par sa pointe que le trou auquel on l'applique - Il y en a de carrés, de ronds, d'ovales, etc.[S 16].
- Contre-panneton - Platine évidée comme une agrafe mais qui a une patte au lieu d'une boucle ; cette platine sert à recevoir le panneton d'une espagnolette lorsqu'on ferme le volet - Il en est de diverses sortes et qui sont semblables aux agrafes[S 16].
- Contre-rivure - Petite plaque de fer battu ; de forme ronde ou carrée, que l'on place entre le bois et la rivure que l'on fait au bout de la tige d'un clou[S 16].
- Coque - Partie d'une serrure à pêne en bord, dans laquelle le pêne ou la gâchette se ferme[S 16].
- Coque - Espèce de noix ajustée à un briquet ; elle est à moufle et rivée entre les deux branches formant charnière ; On donne aussi ce nom à de larges crampons ou à des cloisons profilées qui sont rivées sur la platine d'un verrou à ressort et à placard poli, ou sur celle d'un loqueteau - Ces coques sont quelquefois en cuivre[S 16].
- Corbeau - Morceau de fer carré à scellement, et servant à porter une lambourde ou la sablière d'un plancher, ou bien encore des tablettes de cuisine[S 16].
- Cordon - Terme qui désigne collectivement toutes les pièces nécessaires au tirage d'une sonnette ; tels sont les fils de fer ou de laiton, le coulisseau ou cordon de soie, les mouvements, les bascules, les ressorts de rappels, etc.[S 16].
- Cornette - Voir Fer
- Corps - Nom de la tige d'une espagnolette[S 16].
- Corroyer - Battre une barre de fer à un grand degré de chaleur afin de condenser le fer ou de l'étendre sous le marteau, ce qui le rend moins cassant ; c'est aussi souder plusieurs barres de fer l'une sur l'autre[S 16].
- Côte de vache - Voir Fer
- Coulé - Voir Fer
- Coulisse - Voir Bouton
- Coulisseau - Platine en cuivre et quelquefois en fer, portant un petit tirage ajusté dans deux conduits, auquel est attaché un fil de fer ou de laiton pour faire mouvoir une sonnette[S 17].
- Couplet - Pièce de ferrure à charnière et à deux branches réunies par une broche, portant plus de longueur que de hauteur - Il en est de plusieurs sortes qui servent toutes à la ferrure de certaines portes ou à des pieds de table ; savoir : couplet noirci ou commun ; couplet à queue d'aronde, blanchi ou grisé ; couplet à broche : la broche de celui-ci n'est pas rivée ; couplet blanchi, à un et deux goujons ; couplet à deux goujons, à trois et cinq nœuds de charnière[S 17].
- Courçon - Voir Fer
- Course - Mesure que le pêne d'une serrure parcourt en avant ou en arrière par le secours de la clef : il en est de même de la course d'un verrou à ressort entre ses cramponnets[S 17].
- Coussinet - Morceau de fer, d'acier ou de cuivre, recreusé, sut lequel roule le tourillon d'une machine dont l'arbre est horizontalement placé[S 17].
- Couverture - Plaque de tôle que l'on place parallèlement au palâtre, et qui cache toutes les parties de l'intérieur d'une serrure - Plusieurs garnitures sont attachées à la couverture[S 17].
- Crampon - Petit morceau de fer plat, coudé à l'équerre par ses deux bouts - Il y en a de diverses formes comme de plusieurs grandeurs[S 17] :
  - Crampon à pointe - Crampon dont les deux parties recourbées sont en pointes - On l'appelle aussi crampon en bois - Il est blanchi et sert à la fermeture des targettes et des verrous à ressort - Il en est de plus larges et polis, qui s'emploient au même usage[S 17].
  - Crampon à patte - Crampon recourbé à double équerre par chaque extrémité, d'une égale largeur dans son développement, les pattes sont plates, rondes, carrées ou en queue d'aronde, etc.- Ces crampons ont le même emploi que les précédents, et servent de plus aux loquets à bascule[S 17].
  - Crampon en plâtre - Crampon semblable à celui à pointe, à l'exception seulement qu'il est refendu à ses extrémités pour former scellement[S 18].
  - Crampon à bavette - Crampon à pointes ou à scellement, et de plus, élargi au milieu comme l'est la gâche d'une serrure[S 18].
  - Cramponnet - Partie qui tient la queue du pène d'une serrure et qui se nomme aussi picolet ; Cramponnet - Conduits du verrou d'une targette, d'un verrou à ressort, lesquels sont rivés dans la platine ; On nomme cramponnet ou crampon à baguette celui arrondi ou profilé ; tels sont les crampons des verrous à placards polis[S 18].
- Crapaudine - Cube de fer ou d'acier au milieu duquel il y a un trou creusé en poire qui reçoit l'extrémité d'un pivot d'une porte cochère, ou l'arbre d'une machine ; Crapaudine à goujon - Cube de fer fait en poire au lieu d'être creusé, et propre au même usage ; C'est aussi de petites crapaudines qui sont à pointes ou à pattes, et qui servent aux pivots de porte battante ; C'est encore une feuille de tôle percée de plusieurs petits trous, qu'on place à l'entrée d'un tuyau ou au-devant d'une petite ouverture dans un mur pour arrêter les ordures qui y passeraient avec l'eau[S 18].
- Crémaillère - La queue du pêne d'une serrure à laquelle on fait plusieurs crans pour l'engrenage d'un pignon qui fait mouvoir des bascules ou verrous ; c'est aussi une tringle de fer, entaillée de son épaisseur dans le battant d'une feuille de persienne, sur laquelle sont rivés des pignons qui entrent dans des boutonnières rivées sur les lames pour les faire mouvoir au moyen d'une poignée - Aussi la tringle en fer plat qui sert à lever un châssis en tabatière[S 18].
- Crémone - Voir serrure à crémone
- Crochet - Instrument dont on se sert pour ouvrir les serrures quand on n'en a pas les clefs[S 18].
- Crochet - Petit morceau de fer courbé d'un bout, et de l'autre tenu par un piton ou une vis, servant à la fermeture d'une porte, d'un volet, d'une persienne, d'une armoire, ou à tenir une fenêtre[3] ouverte - On en distingue de différentes sortes[S 19] :
  - Crochet rond - Crochet fait en petite tringle ronde ; il est tenu par un piton à vis ou à scellement d'un bout, et entre de l'autre dans un tire-fond[S 19].
  - Crochet plat - Morceau de fer aplati, ayant une patte d'un bout, courbé et arrondi de l'autre - Il en est qui ne sont que blanchis, d'autres polis, et d'autres que l'on nomme à pans parce que la tige est chanfreinée - Ce crochet est tenu par un bout avec une vis, et de l'autre il entre dans un tire-fond - Crochet que l'on nomme à bascule ne diffère de ceux-ci que parce que le trou pour la vis est plus éloigné de l'extrémité[S 19].
- Crochet - Aussi le nom des deux extrémités d'une espagnolette, qui sont coudées pour s'accrocher dans un goujon[S 19].
- Crochet de chaîneau - Petite bande de fer plat, coudée quelquefois à double coude, que l'on place sur l'entablement, et qu'on attache sur les chevrons pour retenir les chaîneaux[S 19].
- Crochet de faitage - Crochet à peu près semblable au précédent[S 19].
- Croissant - Petite tringle de fer rond, blanchie ou polie, courbée, ayant un scellement d'un bout et un vase en fer ou eu cuivre de l'autre, servant à tenir des pelles et des pincettes dans une cheminée - Il y en a de plusieurs sortes : croissant simple, c'est celui qui n'a qu'une branche 5 croissant double, c'est celui qui à deux branches également cintrées, et enfin croissant à longue tige, c'est celui qui, ayant deux branches, en porte une troisième nommée tige, en fer aplati, coudée d'équerre, avec un scellement, et que l'on arrête au haut du jambage de la cheminée[S 19] ; On donne aussi ce nom à un évidement que l'on fait en forme de croissant dans la platine d'une targette, d'un loqueteau, d'un verrou à ressort[S 19].
- Cul de chapeau - Extrémités de la platine d'une targette, d'un verrou, qui sont découpées en demi-rond[S 19].
- Cul de lampe - Morceau de fer ou de cuivre circulaire et profilé en relief ; tel est le faux fond d'une serrure, le bouton d'une porte[S 20].
- Cul de poule - Renflement que l'on donne au corps d'une espagnolette au droit de la poignée[S 20].

- Haut – A
- B
- C
- D
- E
- F
- G
- H
- I
- J
- K
- L
- M
- N
- O
- P
- Q
- R
- S
- T
- U
- V
- W
- X
- Y
- Z

## D

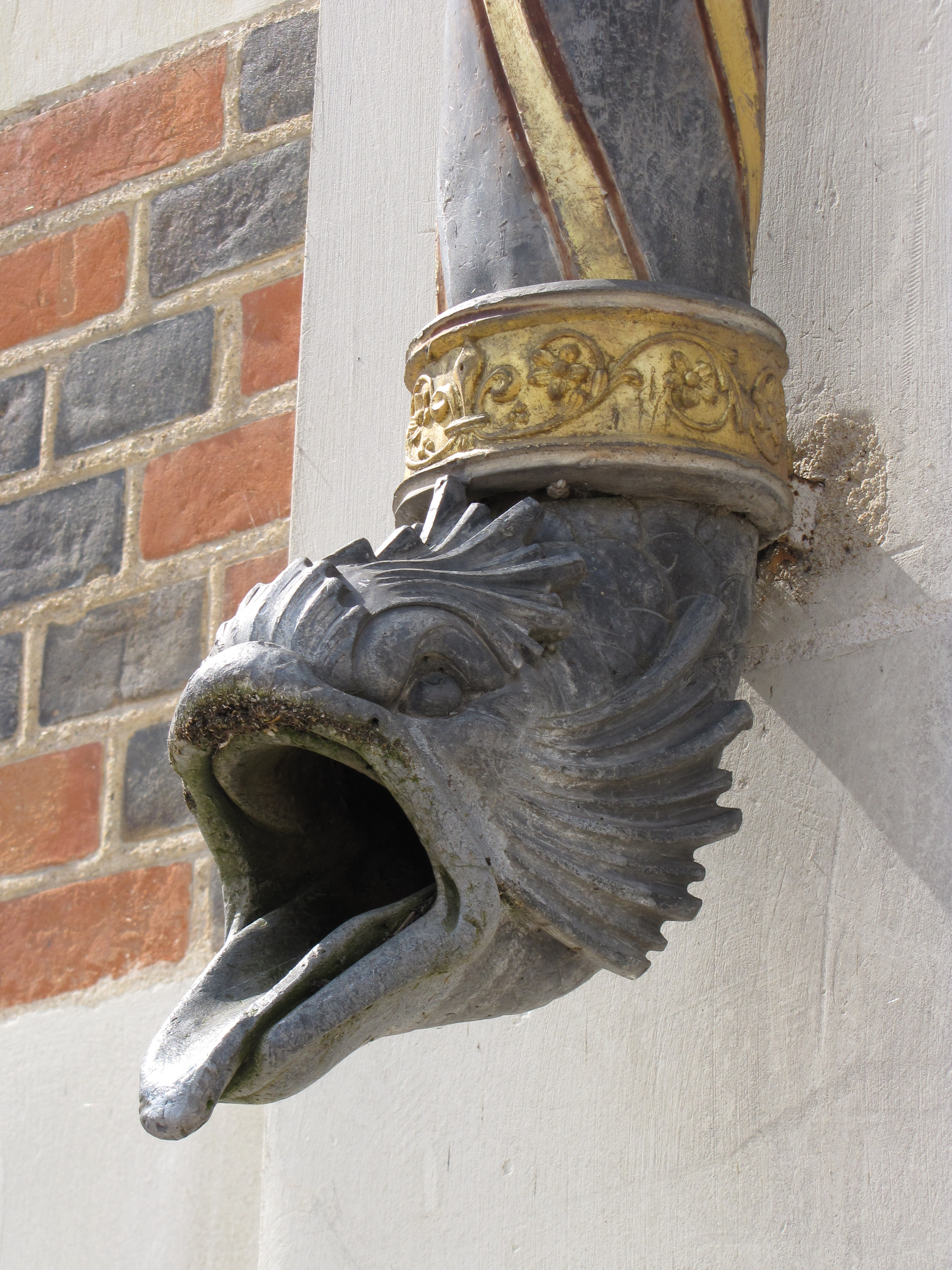
Château de Blois, Dauphin

- Dauphin - Extrémité inférieure d'un tuyau de descente en fonte, simplement coudé ou qui a pour ornement une espèce de tête de dauphin[S 20].
- Décharge - Barre de fer posée obliquement dans l'assemblage d'une grille pour l'entretenir, ou placée carrément dans son châssis[S 20].
- Demi-laine - Voir Fer
- Dent - Refentes que l'on fait sur le museau du panneton d'une clef pour le passage des dents du râteau[S 20].
- Dent de loup - Clou fait en forme de coin de 4 à 5°, dont on se sert pour arrêter le pied des chevrons ou autres pièces de bois sans tenons ; c'est aussi le nom d'une espèce de clavette simple courbée sur le champ[S 20].
- Dent de loup - Une tringle de fer rond, pointue d'un bout, recourbée et à scellement ou à patte de l'autre, servant à supporter des ustensiles de cuisine[S 20].
- Dépecer - On dit que le fer ou l'acier se dépèce, quand, au lieu de se pétrir sous le marteau, ils se séparent en flocons ou en morceaux[S 20].
- Dormant - Voir Pêne
- Doublons - Nom propre à la tôle qui se fait et se vend par doublons, c'est-à-dire qu'il y a deux feuilles appliquées l'une sur l'autre, et qui se tiennent seulement par un bout[S 20].
- Douille - Espèce de bout de tuyau creux qui sert souvent à recevoir un manche de bois ou une tige de fer[S 20].
- Dresser - Rendre, droit, aplanir, mettre toutes les faces d'une pièce de fer de niveau, etc. ; ce qui se fait à chaud avec le marteau, et à froid avec la lime[S 20].
  - Drille - Instrument qui sert à faire tourner le foret[S 21].
- Drogue - Bouts de fer ou ferrailles[S 21].

- Haut – A
- B
- C
- D
- E
- F
- G
- H
- I
- J
- K
- L
- M
- N
- O
- P
- Q
- R
- S
- T
- U
- V
- W
- X
- Y
- Z

## E
- Ébarber - Couper au burin et dresser à la lime les balèvres ou barbes du fer sur les rives d'une plate-bande après qu'il a été étampé[S 21].
- Ébaucher - Synonyme de dégrossir[S 21].
- Écouvette - Sorte de balai qui sert à rassembler le charbon de la forge et à arroser le feu[S 21].
- Écrille - Grille qu'on place aux décharges des étangs pour empêcher le poisson d'en sortir[S 21].
- Écrou - Morceau de fer carré ou rond, dans lequel est une ouverture cylindrique dont la surface concave est taillée en ligne spirale qu'on nomme pas - Il en est de fendus, d'autres à oreilles, et d'autres à pates, servant aux lacets d'espagnolettes, aux boulons pour parquet, et à des vis de pressoir[S 21].
- Écrouir - Battre à froid sur l'enclume, ou déformer le fer, afin de le rendre plus dur[S 21].
- Écru - Voir Fer
- Écurée - Par ce mot on désigne la garniture d'une serrure de sûreté, qui, après avoir été brasée, a été mise sur le tour pour être dressée[S 21].
- Embases d'espagnolettes - Parties saillantes et profilées au droit des lacets qui tiennent la tige ou corps d'espagnolette ; Embase de clef - Petite moulure sous l'anneau ; Embase est aussi le nom des moulures de fer ou de cuivre que l'on soude ou qu'on rapporte au bas d'un barreau de rampe, de balcon[S 21].
- Emboutir - Rendre des feuilles de tôle convexes de diverses formes pour imiter des ornements de sculpture par le moyen d'étampes et de petites enclumes. La tôle emboutie[S 2] est toujours une surface non développable.
- Emboutissoir - Morceau d'acier carré dans lequel se trouvent différentes cavités propres à former des têtes de clous de différentes formes et de diverses grosseurs[S 2].
- Embrassure - Ceinture de fer plat ou de fer coulé, coudée par les deux extrémités, pour retenir un tuyau de cheminée ou une pièce de bois sur le mur[S 21].
- Émeri - Pierre métallique qui, réduite eu poudre, sert à polir le fer[S 22].
- Enclume - Grosse pièce de fer recouverte d'une table d'acier, qui sert à forger[S 22].
- Encoches - Entailles qui sont à certaines serrures sur le pêne ou sur la gâchette pour lui former un arrêt[S 22].
- Engrener - Faire entrer les dents d'une roue entre les dents d'une autre roue[S 22].
- Enlever - D'un morceau de fer, en faire la pièce commandée - Au lieu de dire forger une clef, on dit enlever une clef[S 22].
- Enroulement - En général ce contourné en volute ou en ligne spirale - On dit l'enroulement d'une console[S 22].
- Entailler - Enclaver de son épaisseur dans le bois la tête d'un boulon, une plate-bande, une équerre, etc.[S 22].
- Entrée - Ouverture par laquelle la clef entre dans une serrure ou dans un cadenas ; Entrée - Plaque de tôle ou de fer battu, carrée ou de forme losange, dans le milieu de laquelle est une ouverture pratiquée pour le passage du panneton d'une clef, et que l'on entaille dans la porte[S 22].
- Entrelacer - Barreaux de fer qui se croisent et qui sont ajustés par entailles[S 22].
- Entrelacs - Des ornements composés de rouleaux, joues, coudes, etc., dont on garnit les frises, les montants, les bordures et les pilastres des grilles, les frises d'une rampe, d'un balcon ; La pointe et crochet qu'on met sur des murs d'appui et autres pour servir de défense[S 22].
- Équarrissoir - Espèce de poinçon carré d'acier trempé, de forme conique très-allongée, servant à agrandir des trous[S 22].
- Équerre - Un lien de fer plat plus ou moins large et épais, coudé sur le plat ou sur le champ, dont on se sert pour lier les encoignures de pans de bois, les traverses de portes cochères ; Équerre simple - Deux branches de tôle ou de fer battu, soudées ensemble et formant l'équerre ; elles servent à tenir les assemblages des Montants et des traverses d'une fenêtre[3] - Ce que l'on nomme équerre double, et pour le même usage, est une bande de même fer de la longueur de la traverse d'une fenêtre[3], ayant deux petites branches formant retour ; Équerre - Petite pièce d'intérieur d'une serrure, coudée et percée d'un trou pour le passage d'une vis : elle sert à retenir le pêne du demi-tour[S 22].
- Espagnolette - Une des fermetures de fenêtres[3] : elle consiste en une longue tringle de fer rond, au milieu de laquelle est ajustée une poignée qui la fait mouvoir, et à chaque extrémité un crochet pour l'arrêter par un goujon dans deux gâches - On en distingue de deux sortes ; l'une qui n'est que blanchie avec embase, et que l'on nomme ordinaire, et l'autre dont les embases sont tournées, que l'on nomme polie[S 23].
- Esponton - Nom de la partie basse d'un barreau de grille, arrondie en diminuant comme un fuseau, et couronnée d'un cordon[S 23].
- Esse - Bout de fer rond plus ou moins gros, tourné de la forme de la lettre dont il porte le nom - Il sert à l'extrémité d'une chaîne, et est encore propre à divers autres usages[S 23].
- Étampe - On appelle ainsi tout outil avec lequel on donne une forme quelconque au fer en frappant sur la tête de cet outil ; c'est aussi le nom d'un morceau de fer ou d'acier que l'on pose sur l'enclume, et sur lequel on écrase le fer rouge pour obtenir les mêmes résultats[S 23].
- Établi - Table longue et épaisse à laquelle sont fixés les étaux pour travailler, et qui sert à déposer les outils[S 23].
- Était - Machine servant à soutenir et à arrêter les pièces d'ouvrage pour pouvoir les limer, les forer, etc.[S 23].
- Étirer - étendre, allonger le fer en le battant à chaud sur l'enclume[S 23].
- Étoffe - Nom d'un mélange de fer et d'acier commun[S 23].
- Étoquiaux - Dans une serrure, des espèces de petites équerres qui servent à tenir la cloison avec le palâtre ; Étoquiaux à pattes - Ces pales rondes qui, rivées sur la cloison de certaines serrures, servent à les fixer sur les portes au moyen des vis qui passent au travers ; Ceux qui portent moulures à leur empattement se nomment étoquiaux à socle[S 23].
- Étrier - Barre de fer plat à double équerre et à double talon, qui sert à soutenir le milieu d'un tirant, un chevêtre sur une solive d'enchevêtrure, à porter les lambourdes le long d'une poutre, ou à armer un entrait éclaté ; Étrier à boulon - Étrier dont les branches sont droites et arrondies, et qui portent un pas de vis à leur extrémité[S 23].
- Évider - Découper une platine de verrou, fendre et terminer le panneton d'une clef, faire une garniture de serrure sur le tour[S 23].

- Haut – A
- B
- C
- D
- E
- F
- G
- H
- I
- J
- K
- L
- M
- N
- O
- P
- Q
- R
- S
- T
- U
- V
- W
- X
- Y
- Z

## F
Fer :
Métal le plus dur, le plus élastique et le plus utile de tous les métaux - La mine ou minerai propre au fer se fait fondre dans les fourneaux ; ensuite elle est coulée dans le sable en lingot que l'on nomme gueuse, d'un poids d'environ 1 800 livres ; la gueuse est ensuite portée à la forge, et lorsqu'elle est fondante on la sable et on la bat pour faire sortir le laitier - On la met en loup et ensuite en barres de diverses dimensions ; On en tire d'Allemagne, de Suède et d'Espagne ; on en tire aussi de France - Ses mines les plus abondantes sont celles de la Champagne, de la Lorraine, de la Bourgogne - La Normandie, le Maine, le Berry, le Nivernois, la Navarre et le Béarn en fournissent aussi beaucoup - Les fers les plus doux sont ceux d'Allemagne et de Suède ; ceux d'Espagne sont doux, mais sujets à être rouverains - Les fers les plus doux de la France sont ceux du Berry, de la Lorraine et de Montmirail - Dans le Nivernois et sur les rives de la Loire il y en a de doux et de fermes - Il en est encore de doux entre ceux de roche et de Vibray, que l'on désigne sous le nom de roche et de demi-roche - Les fers de Normandie sont aigres ainsi que ceux de Champagne et de Bourgogne, que l'on nomme fers communs.
- Fers suivant leurs échantillons :
  - Fer marchand - Tous les forts échantillons, tant de fer plat que de fer carré[S 24].
  - Fer à martinet - Fer de petit échantillon, façonné au petit marteau dit martinet[S 24].
  - Fer de fenderie - Tous les échantillons au-dessous de celui à martinet[S 24].
  - Fer aplati ou fer coulé - Fer passé au laminoir ; ses largeurs sont de 9 à 26 lignes sur une à 9 lignes d'épaisseur[S 24].
  - Fer en botte - Fer qui se livre lié par paquet ; tels sont le fer coulé, le fenton, la côte de vache, etc.[S 24].
  - Fer plat - Fer qui à plus de largeur que d'épaisseur[S 25].
  - Fer carré - Fer carré est celui dont la largeur est égale à l'épaisseur[S 25].
  - Fer courson - Fer du Berry, très-doux, dont la forme est une masse à pans irréguliers, et qui porte de 2 à 4 pieds de longueur[S 25].
  - Fer cornette - Fer méplat, le plus large de tous, qui sert à défendre des essieux les encoignures des bâtiments, les bornes, etc.[S 25].
  - Fer demi-laine - Fer en bandes méplates, qui sert à ferrer les bornes et les seuils des portes[S 25].
  - Fer de bandage - Fer qui porte de 3 à 4° de large sur 6 à 12 lignes d'épaisseur[S 25].
  - Fer dit à maréchal - Fer qui porte de 11 à 15 lignes de large sur 5 à 8 lignes d'épaisseur[S 25]. C'est le fer que l'on emploie dans l'atelier du maréchal-ferrant. La largeur ces barres, qu'on appelle aussi fer mi-plat, ont selon une autre source, le double de leur épaisseur[5].
  - Fer platiné - Petit fer qui se vend en barre, portant de 12 à 18 lignes de large sur 3 à 4 lignes d'épaisseur[S 25].
  - Fer de bandelette - Petit fer plat qui se livre en botte, et qui porte de 6 à 15 lignes de large sur 2 à 3 lignes d'épaisseur[S 25].
  - Fer à sceau - Fer plat de 6 à 10 lignes de large sur une demi-ligne d'épaisseur[S 25].
  - Fer carillon - Il porte de 4 à 8 lignes carrées[S 25].
  - Fer côte de vache - Espèce de fer en verge, refendu par les couteaux ou espatars des fenderies - Il est rude, carré, mal fait, et se vend lié en botte - Il porte de 5 à 10 lignes de grosseur[S 25].
  - Fer fenton - Fer fendu comme la côte de vache, qui à de 3 à 6 lignes de gros[S 25].
  - Fer en tringle - Fer rond et à de 4 à 15 lignes de diamètre[S 25].
- Fers suivant leurs façons[S 25].
  - Fer de gueuse - Gros lingot de fonte brute, tel qu'il sort des hauts fourneaux sans avoir reçu aucune préparation[S 25].
  - Fer écru - Fer qui, ayant été mal corroyé ou brûlé, est mêlé de crasse, comme le sont souvent les extrémités des barres[S 26].
  - Fer écroui - Fer qui a été battu à froid, et qui devient par là plus élastique et moins ductile[S 26].
  - Fer forgé - Fer qui a été travaillé sous le marteau[S 26].
  - Fers gros ou fers de bâtiment - Fers dont le travail se réduit à celui de la forge, ce qui arrive lorsqu'il s'agit de faire une chaîne, une ancre, un tiran, un harpon, une plate-bande, un linteau, un chevêtre, une bande de trémie, etc.[S 26].
- Fers suivant leurs défauts ou qualités
  - Fers forts - En termes de maréchalerie, ceux qui se laissent forger facilement on les nomme encore fers doux, fers nerveux, fers ductiles. Coupé à froid le fer doux présente des lames aplaties ou filamenteuses à petits grains d'une couleur grise argentée. Il peut être plié plusieurs fois sur lui-même sans se rompre, soit à froid, soit à chaud il s'étend facilement sous le marteau. Il ne cède que lentement à l'action de l'humidité et se rouille peu[6].
  - Fer aigre - Fer qui se rompt aisément à froid[S 26]. En termes de maréchalerie, un cas particulier de fer rouverin[5].
  - Fer de roche - Un fer qui, quoique doux, l'est moins que celui du Berry - Ce nom lui vient de ce qu'il est fait avec de la mine en roche - On donne le nom de demi-roche au fer moins doux ; on donne celui de commun au fer le plus aigre[S 26].
  - Fer pailleux - Ce fer à de petites feuilles qui se lèvent, ce qui fait que la masse entière n'est pas bien liée[S 26]. En termes de maréchalerie, taches dans les fers forts qui résultent de l'interposition de scories ou d'oxyde de fer[5].
  - Fer corrompu - Fer qui, ployé à chaud pour lui faire obtenir une forme quelconque, se casse en partie ou en totalité[S 26].
  - Fer cendreux - Fer qui parait piqué de petits points lorsqu'il a été poli à la lime[S 26].
  - Fer rouverin - Fer qui bouillonne au feu et qui brûle aisément. Il est cassant et difficile à forger à chaud[S 26]. Ce comportement est souvent dû à la présence d'un peu de soufre[7]. En termes de maréchalerie, on les nomme encore fers aigres ou fers cassants. Ils se divisent en deux variétés les fers métis et les fers tendres. Les fers rouverains ne peuvent être employés pour la maréchalerie parce qu'ils se cassent à froid et à chaud[8].
- Fermeture - Dans la serrurerie, le synonyme de pêne[S 26].
- Fermeture - Ouverture dans laquelle entre l'auberon d'une serrure à bosse[S 26].
- Ferraille - Petits bouts de fer neuf ou vieux[S 26].
- Ferrer - Poser les ferrures d'une porte, d'une fenêtre[3]., d'une armoire, etc.[S 26].
- Ferreur - Ouvrier qui pose les ferrures et fermetures - Il y a à Paris des compagnons qui n'exercent que cette partie de la serrurerie[S 26].
- Ferrure - Tous les menus ouvrages en fer provenant de la quincaillerie, propres aux portes et aux fenêtres[3], etc.[S 27].
- Fiche - Espèces de charnières ou de gonds qui portent deux ailerons ou lames, qu'on enfonce dans le bois comme un tenon ; c'est cette partie qui caractérise la fiche - Elles sont de fer ou de cuivre, et servent à suspendre et à faire mouvoir les vantaux des portes, des fenêtres[3] et des guichets - Il y en a de différentes sortes[S 27] :
  - Fiches rivées, de brisure ou à nœud - Elles servent à ferrer les secondes feuilles de volets - Il y en a de quatre espèces que l'on distingue ainsi qu'il suit : fiches ordinaires ; fiches polies ou au té ; fiches à nœud ordinaire ; et fiches à petits nœuds[S 27].
  - Fiches à boulon ou à broche - Celles-ci ont une broche mouvante qui porte un bouton à son extrémité j elles servent à la ferrure des portes et fenêtres[3] - Il en est de deux espèces, fiches ordinaires et fiches polies ou au'té[S 27].
  - Fiches à vase - Elles servent à la ferrure des portes et des volets - Il y en a de deux espèces : fiches ordinaires, et fiches polies ou au té ou à double vase[S 27].
  - Fiche à gond - Forte fiche composée d'un seul nœud, portant une lame avec un gond simple ou double - Elle s'emploie à la ferrure des grands vantaux des portes cochères[S 27].
  - Fiche à chapelet - Une grosse fiche rivée dont chaque nœud est séparé et poli, et qui sert à la ferrure des guichets des portes cochères[S 27].
- Fil d'archal ou Fil de fer - Fer étiré par les trous des filières[S 27].
- Filet - Ornement que l'on fait sur l'épaisseur d'un bouton, et la même chose que ce qu'en architecture on appelle congé[S 27].
- Filet de boulon ou de vis - Partie saillante qui tourne en spirale autour d'un cylindre, et qui forme la vis[S 27].
- Fileté - Corps d'une vis ou du bout d'un boulon qui portent l'un et l'autre un filet en spirale[S 27].
- Filière - Plaque d'acier ayant une branche arrondie aux deux extrémités, percée de plusieurs trous d'inégales grandeurs, et taillée à l'intérieur en écrou pour faire le pas des vis ; elle est toujours garnie de son taraud qui sert à faire le filet des écrous[S 28].
- Fléau - Barre de fer plat ou carré servant à tenir fermés les deux vantaux d'une porte charretière ; elle est mobile sur un boulon qui passe au travers d'un trou pratiqué au milieu, et assez ordinairement accompagnée d'une tringle portant à une de ses extrémités un moraillon qui entre dans une serrure pour fermer cette barre par le moraillon[S 28].
- Fléau de balance - Verge ou barre de fer plus ou moins forte, mobile et suspendue par le milieu dans un parfait équilibre[S 28].
- Foliot - Petite pièce de fer à bascule, chantournée des deux bouts, au travers de laquelle passe une broche carrée ; cette broche reçoit à ses deux extrémités deux boutons ou deux boucles servant à faire ouvrir le pêne de demi-tour d'une serrure ou d'un bec-de-cane[S 28].
- Foncet - Plaque de fer percée pour l'entrée de la clef, sur un côté de laquelle le canon est rivé, et de l'autre est montée une partie de la garniture ; cette plaque couvre en tout ou eu partie le dedans de la serrure[S 28].
- Fonte - Fer fondu - On en distingue de deux sortes : fonte de Champagne, la plus épaisse ; fonte de Normandie ou fonte légère, une fonte plus mince et plus douce[S 28].
- Forer - Percer le fer à froid[S 28].
- Foret - Outil d'acier, pointu, monté dans une boîte, qui sert à percer des trous dans diverses parties de serrurerie comme pour percer une clef[S 28].
- Forger - Battre un morceau de fer sur l'enclume après l'avoir fait chauffer[S 28].
- Forgeron - Ouvrier qui travaille à forger le fer[S 28].
- Forure - Trou percé dans la tige d'une clef pour y faire entrer la broche - On dit que la clef est forée d'une ou de deux hauteurs selon, que la forure est plus ou moins profonde ; et si elle passe d'outre en outre, c'est ce qu'on nomme clef forée à jour[S 28].
- Fouillot - Le fouillot d’une serrure est une pièce  mobile en métal percée d’un carré femelle servant à introduire une béquille ou un bouton pour actionner le bec de cane.
- Fourbir - Voir Brunir
- Fourreau - Tuyau ou cylindre de tôle d'un petit diamètre, dans lequel est ajustée une bascule pour le service d'une sonnette[S 29].
- Fraise - Outil de forme ronde et conique servant à fraiser[S 29].
- Fraisée Tête - Voir Vis
- Fraiser - Évaser un trou déjà percé dans une bande de fer mince pour recevoir et y noyer la tête plate d'une vis[S 29].
- Fraisil - Ou Fraisier - Cendre du charbon de terre[S 29].
- Frette - Lien de fer plat et mince, de forme ronde ou carrée, dont on arme l'extrémité d'une pièce de bois, comme la couronne d'un pieu ou la tête d'un pilot, pour empêcher qu'il ne s'éclate sous les coups du mouton ; On en met aussi au bout des demoiselles, aux arbres et aux treuils des grues, engins, etc. ; On dit fretter, c'est-à-dire mettre une frette[S 29].
- Frise - Nom de l'espace compris entre les deux traverses du haut d'un balcon, d'une rampe d'appui, d'une grille, lequel espace peut être rempli de divers ornements[S 29].
- Frison - Rognures de tôle[S 29].
- Fuseau - Barreaux figurant une petite colonne dans un balcon, une rampe, etc.[S 29].

- Haut – A
- B
- C
- D
- E
- F
- G
- H
- I
- J
- K
- L
- M
- N
- O
- P
- Q
- R
- S
- T
- U
- V
- W
- X
- Y
- Z

## G
- Gâche - Plaque de fer battu ou de tôle, droite ou coudée d’équerre, qui, étant attachée sur un poteau, un bâti de porte ou un chambranle, reçoit le pêne de la serrure - Cette sorte de gâche se nomme d'épaisseur, et le plus souvent gâche d'équerre[S 29].
  - Gâche encloisonnée - Celle qui a un palâtre et une cloison tomme une serrure - On en distingue de plusieurs sortes ; savoir : d'une hauteur jusqu'à deux hauteurs trois quarts - Première s'emploie aux portes qui affleurent avec le chambranle, et les autres pour les portes qui sont en saillie
  - Gâche à pointe - Celle qui à deux branches droites qu'on enfonce dans un poteau ou dans un chambranle[S 30].
  - Gâche d'épaisseur ou à pâte - Gâche faite en fer aplati, coudée à quatre coudes, portant deux pattes carrées percées de plusieurs trous, et qui s'arrête avec des vis sur un chambranle ou sur un poteau - On la nomme aussi gâche de sûreté - Ces gâches sont quelquefois fermées derrière, alors on les nomme gâches à patte encloisonnée[S 30].
  - Gâche coulante - Plaque de fer battu portant deux scellements ; elle se place à fleur des plâtres dans un embrasement[S 30].
  - Gâche à scellement - Une gâche qui à deux branches à double crochet qui doivent être scellées[S 30].
  - Gâche à soupape - Elle est composée d'une plaque en fer ou en cuivre, percée d'un trou rond fermé par une bascule montée dessous ; elle sert à recevoir le bout d'un verrou au-dessous d'une serrure à bascule ou le bas d'une espagnolette à douille[S 30].
  - Gâche de répétition - Une gâche semblable en tout à l'extérieur de la serrure à laquelle elle sert de fermeture[S 30].
  - Gâche carrée et à bascule - Une gâche encloisonnée, qui porte à l'intérieur des bouts de repaire pour des verrous[S 30].
  - Gâche d'espagnolette ou à boutonnière - Morceau de tôle d'environ 6° de long, percé d'une mortaise carrée[S 30].
- Gâche - Aussi un petit collier de fer à deux branches qu'on scelle de distance en distance pour tenir en place un tuyau de descente - On le nomme aussi bride[S 30].
- Gachette - Petit morceau de fer carré fixé au palâtre d'une serrure et sous le ressort du pêne pour l'arrêter à chaque tour de clef[S 30].
- Gardes d'une serrure - La même chose que garnitures - Changer les gardes d'une serrure c'est changer les pièces de l'intérieur[S 30].
- Gardes - Dans une clef, les entailles du panneton, de différentes formes et figures, dans lesquelles passent les garnitures posées et rivées sur le palâtre et le foncet de la serrure sur le chambranle[S 29].
- Garde-fou - Grille d'appui composée de montants et de traverses que l'on place sur un palier au-devant d'un vide d'escalier, au-devant d'une lucarne, d'une terrasse ou d'un fossé[S 31].
- Garnitures - Petites lames de tôle mince, contournées, posées et rivées sur le palâtre et le foncet d'une serrure, qui passent par autant d'entailles pratiquées dans le panneton de la clef pour la faire ouvrir et fermer - On distingue trois manières d'établir ces garnitures ; savoir : garniture brasée ; celle-ci est farte en tôle très-mince, et est soudée en cuivre sur le palâtre : garniture repassée au crochet ou écurée ; celle-ci, de même que la première, est faite avec de la tôle brasée et plus forte ; elle est, de plus, passée sur le tour : garniture tournée ; celle-ci est faite d'un seul bloc de fer que l'on évide sur le tour : c'est la meilleure de toutes ; On nomme garniture à l'infini celle faite sur le tour, et dont les évidements sont très-multipliés ; Les pièces composant les garnitures diffèrent dans leurs noms, et sont appelées râteaux, pertuis, bouterolles, rouets, planches, etc. ; Garniture de poulie - On appelle ainsi un certain nombre de poulies montées sur chape à pointe ou à patte, propres au service de deux ou de quatre rideaux au-devant d'une fenêtre[3] - Voir Poulie
- Godron - Nom d'un ornement qui à la forme d'un œuf[S 31].
- Gond - Morceau de fer coudé dont la tige est fichée dans un poteau ou scellée dans le jambage d'une porte, et dont le mamelon entre dans l'œil d'une penture - On en distingue de plusieurs sortes, comme gond à pointe - celui-ci à la tige pointue afin qu'il puisse entrer dans le bois ; gond à scellement - il a la tige fendue à son extrémité et forme deux crochets ; gond à patte - il se nomme ainsi parce que sa tige est coudée d'équerre et aplatie de manière à être arrêtée avec des vis sur le bois ; gond à écrou - celui-ci porte une tige ronde au bout de laquelle est un filet propre à recevoir un écrou[S 31].
  - Gond à repos - Celui dont le mamelon à une base saillante propre à recevoir l'épaisseur du nœud ou de l'œil de la penture[S 31].
  - Gond à vis - Petit gond poli dont la tige est taraudée à la lime afin qu'il puisse entrer dans le bois[S 32].
  - Gond à deux pointes - Voir Clou à crochet
- Gorge - Pièce ayant deux branches courbes, rapportée sous un grand ressort d'une serrure à laquelle répondent les barbes du pêne lorsque le panneton de la clef est mû pour ouvrir ou fermer - La gâchette à aussi sa gorge[S 32].
- Gorge - A une poulie, partie creuse sur son épaisseur dans laquelle passe la corde[S 32].
- Gouger - Commencer, avec une gouge ou une langue de carpe, le trou d'une pièce qu'on veut percer au foret[S 32].
- Goujon - Cheville de fer à tête perdue que l'on place dans une mortaise pour recevoir les crochets d'une espagnolette ; c'est aussi la petite tige à pointe qui reçoit le mentonnet d'un loqueteau[S 32].
- Goupille - Petite broche de fer qui sert à arrêter les différentes pièces d'un ouvrage de serrurerie, tel qu'un bouton olive ou une boucle avec sa tige, le côté simple d'un pivot avec le côté à moufle[S 32].
- Grain - Petits bouts de fer ou menues ferrailles que l'on mêle avec le plomb en fusion pour faire des forts scellements de Montants et de traverses de grilles[S 32].
- Grain - Petit cube de cuivre que l'on rapporte dans un trou pratiqué dans une pièce de fer sur lequel pose un tourillon j et qui sert à adoucir le frottement de ce tourillon[S 32].
- Grésiller - On dit que le fer se grésille lorsqu'en le chauffant il devient en petits grumeaux ; "Il y a des charbons sulfureux qui corrodent la superficie du fer & le grésillent"[S 32].
- Griffe - Pièce de fer refendue dans laquelle on engage une latte de fer rouge dont ou veut faire quelqu'en roulement[S 32].
- Grille - En général, assemblage de barres de fer carré qui sert à fermer quelque baie ou ouverture[S 32].
- Grisé - Ce mot n'est en usage que pour de certains ouvrages de quincaillerie, comme pour des platines de verrous de targettes, de loqueteaux, etc., qui, au lieu d'être passées sur la meule, sont seulement limées en gros[S 32].
- Gueuse - Moule que l'on fait dans le sable pour recevoir la mine fondue - Ce moule est en forme de gouttière ; la pièce de fer coulé dans ce moule, qui à la forme triangulaire, à dix à douze pieds de long et dix à douze pouces, sur chacune des trois faces et elle pèse environ 1800 livres, et se nomme aussi gueuse[S 32].

- Haut – A
- B
- C
- D
- E
- F
- G
- H
- I
- J
- K
- L
- M
- N
- O
- P
- Q
- R
- S
- T
- U
- V
- W
- X
- Y
- Z

## H
- Harpes - Des morceaux de fer plat, coudés en équerre, qui servent à lier des poteaux corniers avec des murs mitoyens où de pignon, ou avec des pans de bois de<refend[S 33].
- Harpon - Bande de fer plat, droite, coudée d'un bout, percée de l'autre de plusieurs trous, avec un talon servant à la fixer sur le bois - Le harpon sert à lier les pièces d'un pan de bois, les plates-formes d'un comble[S 33].
  - Harpon à boulon - Un harpon dont la tige est arrondie et filletée pour recevoir un écrou[S 33].
  - Harpon - Main de fer[S 33].
- Hatée - Barre coudée et contre-coudée d'équerre en forme de bâton rompu dans sa longueur ou à une de ses extrémités[S 33].
- Hauteur - Ce mot s'applique à deux choses dans ce sens - On dit qu'une clef est forée d'une ou de deux hauteurs ; qu'une gâche encloisonnée est d'une hauteur ou d'une hauteur et demie[S 33].
- Heurtoir - Pièce de serrurerie en forme de console renversée, qui sert à frapper à une porte cochère - On la nomme aussi marteau[S 33].
- Hève - Petite éminence pratiquée sur un des côtés du panneton - D'une clef à bout ou bénarde, pour empêcher qu elle ne passe au travers de la serrure[S 34].
- Houille - Espèce de terre grasse et noire qui sert, comme le charbon de terre, aux forgerons[S 34].

- Haut – A
- B
- C
- D
- E
- F
- G
- H
- I
- J
- K
- L
- M
- N
- O
- P
- Q
- R
- S
- T
- U
- V
- W
- X
- Y
- Z

## L
- Lacet ou Laceret - Espèce de piton souvent à double branche afin de pouvoir l'ouvrir - Il en est à pointe molle, à scellement et à vis. Ce piton sert à recevoir ou à lier quelque partie de serrurerie, comme une poignée à tourillon, une boucle, un anneau, un moraillon[S 34].
  - Lacet d'espagnolette - Lien qui embrasse et dans lequel roule le corps de l'espagnolette ; ce lien est taraudé eu vis à son extrémité, et est arrêté par un écrou au-dehors des châssis[S 34].
  - Lacet à socle - Lacet qui, au lieu d'être fait en tringle, est pris dans la masse du fer, forgé à vive arête, et évidé au milieu pour le passage de l'espagnolette - Cette espèce de lacet est quelquefois en cuivre[S 34].
- Laitier - Partie hétérogène qui se trouve interposée entre les parties du fer fondu lorsqu'il est mis en loupe[S 34].
- Laiton - Métal jaune composé de cuivre rouge, ou rosette, et de pierre calamine fondus ensemble en quantités égales - On l'appelle aussi cuivre jaune ; On lit aussi de certains ouvrages, tels que des charnières, qui, au lieu être fondues sont faites avec du cuivre en planche, qu'ils sont faits en laiton[S 34].
- Lame de fache- Partie de la fiche qui entre dans le bout au moyen d'une mortaise, et fixée par des pointes[S 34].
- Lance - Ornement en fonte ou en cuivre de forme losange, que l'on rapporte par le haut des barreaux d'une grille - On donne le nom d'esponton à ces barreaux lorsque portant cette lance, ils sont arrondis en fuseau par le bas[S 35].
- Langue de carpe - Ciseau dont le tranchant assez étroit est arrondi en losange[S 35].
- Lardoire - Voir Sabot
- Lardon - Morceau de fer que l'on rapporte sur les crevasses qui se forment aux pièces en les forgeant[S 35].
- Lien - On appelle ainsi toute bande de petit fer plat, coudée ou cintrée, qui sert à lier quelques pièces de bois avec un mur, deux pièces de bois ensemble, des ornements et enroulements sur un châssis de rampe, de balcon, ou enfin deux barres de fer[S 35].
  - Lien à cordon - Dans une rampe à arcades, la travers» entre chaque barreau au milieu de laquelle on a pratiqué l'ornement appelé cordon ou demi-rond[S 35].
- Lime - Morceau d'acier trempé et strié, qui sert à polir les ouvrages - Il y a des limes que l'on nomme carreaux, demi-carreaux, carrelets, demi-rondes, à tiers-point, en queue de rat, et d'autres qu'on nomme limes douces : celles-ci ne servent qu'à donner le dernier poli[S 35].
- Linteau - Barre de fer carré qu'on place dans la feuillure de la plate-bande d'une baie pour en porter les claveaux ou la maçonnerie, et scellée à ses extrémités dans les pieds-droits fie la baie ; C'est aussi la traverse qui, servant de battement à une grande grille, reçoit le tourillon des portes et leur couronnement[S 35].
- Loupe - Nom de la masse de fer fondu après qu'il a subi une première épuration par le feu et la forge, et avant sa division en barres[S 35].
- Lopin - Nom d'une enveloppe de tôle ou de vieux fer mince, renfermant de petits bouts de fer ou grains ; on met cette enveloppe au feu et on la forge pour n'en faire qu'un tout[S 35].
- Loquet - Assemblage de menues pièces de quincaillerie qui servent à fermer une porte lorsqu'elle n'a pas de serrure ou que celle-ci est à pêne dormant - Il y en a de différentes espèces[S 36].
  - Loquet à vielle - Loquet composé d'une platine, d'une manivelle comme celle d'une vielle, et s'ouvre avec une clef - Il sert ordinairement à la fermeture des portes des lieux d'aisance[S 36].
  - Loquet à boulon simple - Loquet composé d'un battant sur lequel est un bouton rond, d'un mantonnet et d'un crampon[S 36].
  - Loquet à bascule - Loquet à boulon simple avec bascule et un bouton olive monté sur une tige à écrou[S 36].
  - Loquet à poucier - Plus commun ; il est composé d'un battant, d'un crampon, d'un poucier, d'une plaque, d'une poignée et d'un mantonnet[S 36].
- Loqueteau - Espèce de petit loquet composé d'un battant monté sur une platine, retenu dans un cramponnet, au-dessus duquel battant est un petit ressort à boudin - On en distingue de plusieurs sortes ; savoir[S 36] :
  - Loqueteau à croissant blanchi - Plus simple ; sa platine est évidée en croissant[S 36].
  - Loqueteau à feuille - Platine de celui-ci est découpée en forme de feuille de persil - On en distingue de deux espèces : l'un est blanchi, et l'autre se nomme poussé, c'est-à-dire plus fort[S 36].
  - Loqueteau à panache - Platine de celui-ci est découpée d'une feuille de plus que le précédent - Il en est de blanchis, et d'autres qui sont polis[S 36].
  - Loqueteau à queue coudée - Celui-ci, dont le battant est debout et à mentonnet, porte par le bas une queue ; il est ordinairement plus fort que les précédents, et sert à la fermeture des contrevents - On le nomme aussi loqueteau grisé ou noirci y parce que la platine n'est point blanchie[S 36].

Les loqueteaux servent de fermeture et se placent aux endroits que l'on ne peut atteindre de la main, comme au haut des portes de remise, des contre-vents, des persiennes, des fenêtres et des châssis dans des vues de coutumes.
- Haut – A
- B
- C
- D
- E
- F
- G
- H
- I
- J
- K
- L
- M
- N
- O
- P
- Q
- R
- S
- T
- U
- V
- W
- X
- Y
- Z

## M
- Mâchefer - Scories du fer et du charbon qui se forment dans la forge[S 37].
- Mâchoire - Deux pièces de fer d'un étau entre lesquelles on serre, par le moyen d'une vis, l'ouvrage qu'on veut limer[S 37].
- Maille - Anneau ou S qui sert à former une chaîne, et qu'on appelle aussi chaînon[S 37].
- Main - Pièce de fer recourbée de différentes manières, qui sert à accrocher quelque chose ; telle est celle en S, au bout du câble d'une grue, d'une chèvre, et propre à accrocher la louve ; telle est encore celle d'une corde à puits qui tient l'anse du sceau[S 37].
- Mamelon - Partie d'un gond ou d'une fiche à vase, qui a la forme cylindrique, et qui entre dans l'œil de la penture ou dans la douille de l'aile supérieure de la fiche à vase[S 37].
- Mandrin ou Broche - Tout poinçon gros ou menu, rond ou carré, acéré et emmanché comme une tranche - Ces poinçons servent à percer le fer pendant qu'il est chaud - Ceux propres à percer le fer à froid se nomment poinçons ; Ce sont aussi des morceaux de fer rond ou carré, en forme de coin, qui servent à rouler de certaines parties de fer, telle qu'une douille, ou à agrandir un trou après qu'il a d'abord été percé[S 37].
- Manivelle - Pièce de fer coudée deux fois, à angle droit ; on l'ajuste à l'extrémité de l'essieu d'une meule, d'une roue de machine pour la faire tourner[S 37].
- Manteau - Barre de fer à deux coudes qui sert à soutenir la totalité, du tuyau d'une cheminée au-dessus des jambages[S 37].
- Mantonnet - Petite pièce de fer à deux pointes ou à scellement, qui soutient et arrête le battant d'un loquet ou d'un loqueteau en l'accrochant[S 38].
- Mars - Nom que les chimistes donnent au fer[S 38].
- Marteau - Voir Heurtoir
- Marteler - Former, avec un ciseau ou avec la panne d'un marteau, des sillons sur la superficie du fer[S 38].
- Méplate - On nomma ainsi une barre de fer qui a plus de largeur que d'épaisseur[S 38].
- Mise - Morceau de fer forgé auquel on donne la forme convenable pour qu'il puisse être soudé à une autre pièce ou masse[S 38].
- Mitraille - Petits morceaux de laiton que l'on met dedans ou autour des pièces qu'on veut braser[S 38].
- Montant - Barreau extérieur du vantail d'une grille ouvrante ; C'est aussi une espèce de pilastre composé de barreaux entre lesquels sont disposés des ornements : ce pilastre sert à séparer les travées d'une grille ou à remplir le reste de l'espace entre une porte et un pilier en maçonnerie[S 38].
- Moraillon - Petite bande de fer sur laquelle est rivé un crampon, lequel entre dans une serrure pour fermer un fléau ; On en distingue de deux sortes : moraillon ordinaire ; celui-ci est d'une pièce à laquelle est ajouté un bout de chaîne ou un lacet à pointe molle : moraillon à charnière ; celui-ci à une charnière au milieu de sa longueur, le surplus reste fixe ; ce dernier sert à la fermeture d'une porte au moyen d'un cadenas[S 38].
- Mordache - Espèce d'étau à ressort dont les deux mâchoires se réunissent à une charnière ; on les serre en les plaçant entre les mâchoires d'un étau ordinaire - On les nomme aussi tenailles d'établi[S 38].
- Mosaïque - Voir Panneau
- Mortaise - Un trou de la forme d'un rectangle, pratiqué dans l'épaisseur d'une barre de fer, pour recevoir le tenon de l'about d'une autre barre ; c'est aussi l'ouverture que l'on fait dans une gâche pour recevoir un pêne[S 38].
- Moufle - Nom d'un assemblage qui sert à rallonger une barre de fer - Cet assemblage est un enfourchement pratiqué à l'un des bouts de la barre recevant l'extrémité de l'autre barre ; chacune des parties porte un œil dans lequel passe une clavette servant à les lier - Cet assemblage a lieu pour des chaînes ; On nomme encore moufle toute partie d'ouvrage qui entre l'une dans l'autre de la même manière ; telles sont les deux branches d'un pivot à équerre[S 39].
- Mouvement - Nom d'une petite pièce de cuivre fondu, ou de fer, ayant la figure des deux côtés d'un triangle, et à la réunion desquels est un trou où passe une lige en fer à tourillon avec une contre-rivure ; au bout de chacune des deux branches il y a aussi un œil pour y attacher du fil de fer : ce mouvement sert au tirage des sonnettes - On en distingue de plusieurs sortes en raison de 5eHr dimension et de l'emplacement qu'ils occupent comme petit, moyen et grand modèle ; mouvement de tirage, de renvoi, sur le côté, etc.[S 39].
- Museau - Partie du panneton d'une clef de serrure dans laquelle sont faites les entailles pour le passage des dents du rateau[S 39].

- Haut – A
- B
- C
- D
- E
- F
- G
- H
- I
- J
- K
- L
- M
- N
- O
- P
- Q
- R
- S
- T
- U
- V
- W
- X
- Y
- Z

## N
- Nœud - Parties saillantes dans lesquelles passe tuie broche, et qui servent à joindre les ailes d'une fiche, d'un couplet ou d'une charnière[S 39].
- Nom ou Noirci - Nom des ouvrages de quincaillerie dont Jes platines ne sont point blanchies à la meule[S 39].

- Haut – A
- B
- C
- D
- E
- F
- G
- H
- I
- J
- K
- L
- M
- N
- O
- P
- Q
- R
- S
- T
- U
- V
- W
- X
- Y
- Z

## O
- Œil - Ouverture dans laquelle on place le manche d'un outil, comme marteau, étarupe ; c'est aussi l'ouverture à l'extrémité d'une tringle ou d'une penture dans laquelle entre un gond, ou au bout d'une chaîne, le trou dans lequel passe l'ancre[S 40].
- Œil roulé - œil d'une penture dont l'extrémité, au lieu d'être reployée et soudée sur elle-même, n'est que contournée sur le mandrin[S 40].
- Olive - Nom d'un bouton, d'un piton ou d'une autre pièce de forme ovale[S 40].
- Omglette - Espèce de poinçon qui sert à ciseler, et de forme triangulaire par son extrémité[S 40].
- Oreilles - Partie saillante qui excède le corps de l'ouvrage, comme celle d'un écrou qui porte une tige en volute (d’où la désignation d’« écrou à oreilles »)[S 40].
- Organeati - Gros anneau de fer pour attacher les câbles et agrès[S 40].

- Haut – A
- B
- C
- D
- E
- F
- G
- H
- I
- J
- K
- L
- M
- N
- O
- P
- Q
- R
- S
- T
- U
- V
- W
- X
- Y
- Z

## P
- Paille - Certains petits morceaux de fer aplatis, qui se séparent du fer lorsqu'on le bat à chaud sur l'enclume[S 40].
- Palier - Pièce de cuivre servant à faciliter le mouvement horizontal de l'arbre d'une machine[S 40].
- Paillette - Petite pièce de fer ou d'acier mines, que l'on place entre la Platine et le verrou pour lui servir de ressort et le tenir levé - cette paillette donne à ce verrou le nom de verrou à ressort[S 40].
- Pailleux - Voir Fer.
- Palâtre - Plaque de tôle qui forme le fond d'une serrure, et sur laquelle sont rivés ou arrêtés avec des vis une partie de la garniture, les ressorts, les crampons et autres pièces intérieures de cette serrure[S 40].
- Panache - Feuilles découpées dans une platine, et c'est ce qui donne le nom de targette au loqueteau à panache[S 40].
- Panneau - Ornement de fer, forgé ou fondu, dont on remplit les parties d'un châssis de porte, de balcon ou de rampe ; Panneau en mosaïque - Tringles en fer de carillon ou en fer de bandelettes, assemblées obliquement et par entailles, formant entre elles des vides ou mailles losanges, que l'on pose dans le haut d'une porte cochère en place du panneau en bois[S 41].
- Panneton - Partie de la clef où sont les dents. Il existe des pannetons droits ; d'autres ont la forme d'un S, d'un Z ; d'autres enfin imitent un chiffre. Sur le corps d'une espagnolette, parties saillantes qui servent à fermer les guichets[S 41]. Voir aussi Contre-panneton
- Pas de vis - La distance qu'il y a entre chaque arête ou filet de la circonvolution d'une vis. Le pas est carré lorsque le fond entre chaque filet est aussi évasé que le devant, ce qui rend le filet beaucoup plus délié ; tel est celui des nouvelles vis, que l'on nomme à pas carré ou à l'anglaise[S 41].
- Passe-partout - Clef qui a un ou deux pannetons, et avec laquelle on peut ouvrir plusieurs portes d'une maison ou d'un bâtiment[S 41].
- Pâté - Voir Lopin.
- Patère - C'est une sorte de rosette pleine faite en cuivre, tournée au tour et portant divers profils, que l'on rapporte sur des croisillons dans une rampe, dans un balcon, etc.[S 41].
- Patte - Petit morceau de fer peu large et peu épais, qui sert à tenir en place les lambris, les cloisons, les bâtis de portes et autres, les chambranles, les dormants de fenêtres[3], les dalles, etc. L'usage auquel ces pattes sont destinées leur fait donner plusieurs formes et diverses dénominations, comme patte à pointe, droite ou coudée ; à scellement, droite, coudée ou à T ; à vis, droite ou coudée, avec ou sans scellement d'un bout et avec un filet de l'autre[S 41].
  - Patte à queue d'aronde - Patte élargie par la tête[S 41].
  - Patte à chambranle - Patte qui porte une vis à un bout[S 41].
  - Patte de foncet - Dans une serrure, un morceau de fer battu, de la forme d'une queue d'aronde double, sur lequel est monté le foncet[S 41].
  - Patte de canon - Même pièce que pour le foncet[S 41].
- Paumelle (Anciennement Pommelle) - Sorte de penture à deux branches, qui se pose en hauteur au lieu de l'être en travers, et sert à la ferrure des portes, des volets, des persiennes - Il en est de différentes sortes[S 42] :
  - Paumelle simple - Paumelle qui n'a qu'une seule branche portant un œil, et qui doit entrer dans un gond à pointe ou à scellement[S 42].
  - Paumelle double - Celle-ci a deux branches semblables, dont l'une porte l'œil et l'autre le gond[S 42].
  - Paumelle à queue d'aronde - Elle est élargie, de forme triangulaire derrière l'œil. Il en est aussi de simples et de doubles. De toutes ces paumelles, les unes portent le nom d'S, qui leur vient de la forme contournée en S qu'on donne à chaque branche, et les autres se nomment T parce que les branches sont droites[S 42].
  - Paumelle à pivot - Voir Pivot
  - Paumelle à équerre - Pommelle en T, à laquelle est ajoutée une longue tige coudée à l'une des branches afin qu'elle puisse former en même temps paumelle et équerre double[S 42].
- Pêne - Petite pièce de fer en forme de parallélépipède, qui se meut dans un bec-de-cane par le moyen d'un bouton, dans une serrure par le moyen d'une clef, et qui, entrant dans une gâche, sert à fermer une porte[S 41].
  - Pêne de demi-tour - Pêne qui se lâche ou que l'on ouvre sans le secours de la clef, et toujours chanfrêné par le bout[S 41].
  - Pêne dormant - Pêne qui ne se meut qu'avec le secours de la clef, et qui n'est point ebaufriné[S 41].
  - Pêne en bord - Pêne d'une serrure de tiroir ou de coffre[S 41].
  - Pêne fourchu - Pêne divisé en deux parties égales à son extrémité, du côté de la gâche[S 41].
- Penture - Bande de fer plat percée de plusieurs trous, et dont une des extrémités est repliée eu rond formant œil, soudée ou non, pour recevoir le mammelon d'un gond. Elle sert à la ferrure des portes, des volets. On nomme penture ordinaire celle brute et seulement chanfreinée sur les bords[S 41].
  - Penture à talon - Penture dont le bout est coudé à l'équerre, formant une sorte de crampon[S 41].
  - Penture élargie ou de façon - Cette penture a le collet plus large que le reste de la branche, et est ordinairement dressée, limée et entaillée dans le bois[S 41].
  - Penture à charnière - Celle à double ou triple branche, portant aux extrémités de chacune des branches, d'un côté un œil simple, et de l'autre un œil double ou fourchu, qui sont réunis et fixés ensemble par une forte goupille rivée. Cette charnière sert à la fermeture des volets brisés en plusieurs feuilles[S 41].
- Perçoir - Sorte de virole ou plaque de fer épaisse, dont le milieu est vide, et qui sert à percer les bandes de fer à chaud ou à froid sur l'enclume[S 41].
- Pertuis - Forte garde que l'on met aux planches des serrures. Il y a des pertuis en cœur, en rond, en trèfle, carrés, coudés, en ovale, en croix de Saint-André, en étoiles, renversés, hâtés, de deux pleines-croix, en M, en brin de sauge, etc. Pertuis de clef : ouverture qu'on fait au panneton d'une clef, soit en rond, en cœur, soit en trèfle, etc[S 43].
- Picolet - Sorte de petit crampon ou gâche coudée à l'équerre, montée à vis ou rivée sur le palâtre, servant de bride dans une serrure pour tenir le pêne du demi-tour ou celui d'un bec-de-cane. On donne aussi le nom de picolet à cordon ou profilé, aux cramponnets qui tiennent sur leur platine les verrous des targettes en cuivre et les verrous à ressort et à placard. Picolet de loqueteau, de targette, de verrou. Cramponnet[S 43].
- Pied de biche - Barre de fer dont une des extrémités est aplatie en biseau, coudée et fendue, servant à accrocher la tête des clous, et propre encore à d'autres usages[S 43].
- Pignon - Pièce ronde qui sert, dans les serrures ainsi qu'aux bascules à crémone, à faire mouvoir les verrous[S 43].
- Pilastre - Montants de fer de peu de largeur qu'on place de distance en distance dans les travées des grilles, sur des murs d'appui, dans une rampe ou dans un balcon[S 43].
- Pilastre - Premier barreau du bas d'une rampe d'escalier, qu'il soit uni ou qu'il soit fait en forme de balustre[S 43].
- Pipe - Petite calle servant à serrer une barre de fer qui passe dans une autre barre, dans une pierre, ou dans une pièce de bois[S 43].
- Pince - Barre de fer carré, dont un bout est arrondi pour servir de manche, et l'autre courbé en talon[S 43].
- Piton - Sorte de clou court, mais fort, qui porte un œil au lieu d'une tête ; il sert à tenir et fermer des crochets, tenir une poignée, une tringle, une corde. Il en est de trois sortes, à savoir : à pointe molle, à vis, et rivé - Cette dernière sorte a quelquefois la tête en forme d'olive[S 43].
- Pivot - Morceau de fer de figure conique ou recreusée, qu'on fait tourner dans une crapaudine ; ou de figure cylindrique, qu'on fait tourner dans un collier ou bourdonnière - On nomme pivot à équerre celui qui porte deux branches, et qui sert à la ferrure du bas d'une porte cochère, celui du haut se nomme pivot à tourillon ; Pivot à équerre - Petit pivot dont la tête est prolongée, courbée et arrondie, portant deux branches étroites et minces, et servant à la ferrure du haut et du bas d'une porte battante ; Pivot à équerre, à tête carrée ou briquet - Pièce de ferrure de porte composée de deux parties ; l'une en cuivre, qu'on nomme partie double, et qui porte une tête ou moufle au milieu, dans laquelle s'ajuste l'autre partie, que l'on nomme simple, et en fer - Chaque partie porte deux branches qui s'entaillent sur l'épaisseur de la porte et du bâti ; Ces mêmes pivots, dont la tête ou moufle et la tige du simple sont prolongées et courbées, prennent le nom de pivot en col de cygne[S 44].
- Planche - Espèce de petit foncet placé dans les serrures bénardes pour partager la hauteur de la clef en deux parties égales, et recevoir le pertuis qu'où met à cette sorte de serrure[S 44].
- Plamer - Action de dresser une bande de fer chaud au marteau en jetant de l'eau sur l'enclume, ou de dresser à froid la surface d'une feuille de tôle ou de cuivre brut dans toute sa superficie[S 44].
- Plaque - Feuille de fer coulé dont on se sert pour revêtir le contre-cœur, les jambages et le foyer des cheminées - Il en est de cintrées et de carrées, unies ou avec armoiries[S 44].
- Plate-bande ou Courçon - Toute barre de fer placée sous les claveaux d'une plate-bande en pierre, pour en soulager la portée. On donne le nom de plate-bande à toute bande mince, unie ou ornée de moulures aux deux bords, dont on garnit le dessus des traverses supérieures des rampes d'escalier, des balcons, des barres d'appui de fenêtre[3]. Ce sont encore des barres de gros fer qu'on emploie pour lier les pans de bois avec des planchers ou des cloisons[S 44].
- Plateau - Bassins d'un fléau, qui sont de bois et qui servent à peser les gros fers[S 45].
- Platine - Nom de toute feuille de tôle ou de fer battu, découpée et évidée de différentes formes, sur laquelle on fixe les verrous de bascule, les verrous à ressort, les loqueteaux, les targettes, les loquets à vielle[S 45].
- Poignée - Pièce de serrurerie sur laquelle on pose la main pour fermer ou tirer à soi une porte, une fenêtre[3], etc. La pièce qui meut le corps d'une espagnolette se nomme aussi poignée - Il en est de diverses espèces comme de différents noms[S 45] ; savoir :
  - Poignée pleine ou ordinaire pour espagnolette, de première, deuxième et troisième force, selon sa longueur[S 45].
  - Poignée évidée pour espagnolette - On la désigne d'après la forme des ornements, par feuille de persil, queue de cochon, à la grecque, pour ces poignées[S 45].
  - Poignée à pointe molle - Poignée dont les deux branches se rivent sur le bois, et qui sert à tirer une porte à soi[S 45].
  - Poignée à pale - Poignée propre au même usage, mais elle est arrêtée avec deux vis passant dans les deux pattes[S 45].
  - Poignée à lacet - Poignée qui sert ou bien à lever des volets de fermeture ou bien à les mettre en place. Il en est de diverses sortes : les unes sont avec ou sans talon, montées sur des lacets à vis ou à pointe ; les autres, qui se nomment à tourillon, sont montées sur une platine avec des lacets roulés ou en forme d'olive[S 45].
- Poinçon - Morceau de fer d'une grosseur et d'une longueur quelconques, acéré et appointé d'un bout, pour percer le fer à chaud et à froid[S 45].
- Pointe - Espèce de clou sans tête qui sert à arrêter les ailes des fiches dans leurs mortaises. Pointe d’arrêt : broche que l'on pose sous l'une des branches d'un mouvement de sonnette pour fixer son circuit à une certaine distance lorsqu'on le tire. Pointe molle : bout d'un lacet, d'un piton, dont les extrémités des branches sont à pointe et amincies de manière à pouvoir être recourbées et rivées[S 42].
- Pointeau - Poinçon d'acier dont l'extrémité a la forme d'une tête de champignon ; il sert à amorcer l'endroit où l'on veut placer la pointe du foret, ainsi qu'à marquer les pièces de fer pour les repérer[S 42].
- Poli - Ce mot désigne la qualité des pièces de fer qui, après avoir été forgées, ont été polies à la lime douce, et même à l'huile ou à l'émeri : en quincaillerie, ce terme désigne non seulement toutes les parties polies, brunies, mais encore indique qu'elles sont d'une qualité et d'une solidité supérieures à celles qui ne sont que blanchies ou poussées. Il s'applique aux serrures, fiches, verrous, etc.[S 42].
- Poussoir - Morceau d'acier très poli, emmanché de bois, qui sert à polir le fer. Il en existe de différentes formes[S 42].
- Pomme (Râteau en -) - Râteau qui, au lieu de se terminer par des parties minces, porte au bout de ses tiges de petites pommes qui obligent de changer la forme des dents de la clef[S 42].
- Pomelle - Voir Paumelle.
- Poste - Enroulements qu'on rapporte dans une frise par le haut d'une rampe, d'un balcon[S 46].
- Potée - Émeri réduit en poudre, détrempé avec de l'huile, dont on se sert pour polir le fer. Potée d'étain : chaux d'étain qui, broyée bien fin, sert de même à polir le fer[S 46].
- Potence - Châssis en fer carré composé d'une traverse et d'un montant droit ou contourné, pour porter des tablettes dans les cuisines, un balcon, une lanterne à réverbère[S 46].
- Poucier - Petit morceau de fer plat ou de cuivre sur lequel on met le pouce quand on veut ouvrir un loquet, un verrou à capucine ou à coulisse[S 46].
- Poulie (Garniture de) - Espèce de gond portant chape, dans laquelle sont montées une ou plusieurs poulies recevant les cordons qui servent à faire mouvoir des rideaux. On en distingue de deux sortes, savoir : garniture commune, qui n'est composée que de trois poulies ; garniture de Picardie : celle-ci est d'une qualité supérieure et se compose de quatre poulies[S 46].
- Poussé - Ce mot ne s'applique qu'aux serrures que l'on se procure dans le commerce ; il signifie une qualité supérieure à la serrure dite blanchie. Le mot demi-poussé désigne une qualité inférieure, et le mot bon poussé désigne une qualité supérieure[S 46].
- Prisonnier - Petite goupille à laquelle on a ménagé une petite tête comme à une broche à lambris ; on fait entrer cette tête dans un trou de deux ou trois lignes de profondeur, percé dans une barre, et l'on resserre avec un burin le fer tout autour : cette sorte de rivure sert à fixer les plates-bandes sur les rampes des escaliers, des balcons et autres ouvrages semblables. On appelle rivure prisonnière celle dont un des bouts de la rivure, au lieu d'être rivé sur une barre, l'est dans un trou plus large par le fond qu'à l'entrée[S 46].
- Profilé - Pièces de serrurerie qui portent des moulures, telles qu'une embase, un bouton, un faux fond, etc[S 46].

- Haut – A
- B
- C
- D
- E
- F
- G
- H
- I
- J
- K
- L
- M
- N
- O
- P
- Q
- R
- S
- T
- U
- V
- W
- X
- Y
- Z

## Q
- Quincaillerie - Ouvrages de serrurerie servant aux ferrures et fermetures des portes et fenêtres[3] et résultant du produit de diverses fabriques[S 47]
- Queue de carpe - Espèce de crampon en petit fer plat élargi d'un bout, ayant un ou deux scellemeus servant à retenir des dalles[S 47].

- Haut – A
- B
- C
- D
- E
- F
- G
- H
- I
- J
- K
- L
- M
- N
- O
- P
- Q
- R
- S
- T
- U
- V
- W
- X
- Y
- Z

## R
- Rabattre - Synonyme de parer[S 47].
- Rampe - Barreaux ou panneaux qui se posent à hauteur d'appui sur les limons d'un escalier - On en fait de diverses formes : à barreaux droits, à arcades, à l'anglaise, etc.[S 47].
- Rangette - Tôle commune qu'on emploie pour faire les tuyaux de poêle[S 47].
- Rappointis - Ronds de vieux fers de diverses grosseurs et de différentes longueurs qu'on fait à pointe d'un bout, afin de les enfoncer dans le bois qui doit être recouvert, pour faire gripper et retenir les plâtres des cloisons, des pans de bois, des poutres, des augets, etc.[S 47].
- Râteau - Dans une serrure, un petit morceau de fer carré rivé sur le palâtre, portant par le côté trois ou quatre pointes qui passent dans les dents pratiquées au museau de la clef[S 48].
- Réchaud - Vase en fonte de forme carrée, dont le fond est grillagé, et servant à mettre du charbon pour faire cuire les aliments sur le fourneau[S 48].
- Recuire - Chauffer du fer pour lui rendre sa ductilité après l'avoir battu au marteau, ce qui le durcit ou l'écrouit ; on donne aussi un recuit aux ouvrages d'acier lorsqu'ils ont été trempés trop durs[S 48].
- Refendre - Couper à chaud avec la tranche une barre de fer plat en long pour en faire des barres plus étroites ; c'est couper à froid avec une lime le panneton, le museau d'une clef pour son passage dans la garniture[S 48].
- Refouler - Présenter sur l'enclume un morceau de fer chaud et le frapper debout afin de lui donner du renflement à son extrémité, soit pour y faire une soudure, soit pour lui donner plus de grosseur[S 48].
- Releveur - On appelle ainsi l'ouvrier qui s'occupe uniquement à relever des ornemens sur la tôle[S 48].
- Renforts - Des pièces de fer qu'on soude à d'autres aux endroits où elles ont besoin d'être fortifiées[S 48].
- Repos : épaulement en partie basse du mamelon d'un gond sur lequel porte la penture[S 48].
- Ressort - En général une lame d'acier trempée, contournée de différentes façons, et propre à pousser ce qui se trouve devant elle - Il y en a de plusieurs sortes ; savoir[S 49].
  - Ressort simple - Ressort formé d'une lame un peu courbée qui à une de ses extrémités fixée solidement en quelque endroit, et dont l'autre est libre comme celui qui pousse le guichet d'une porte cochère, qui tient ouvert un verrou dit à ressort, nommé aussi paillette[S 49].
  - Ressort à chien - Ressort qui a la forme d'un V et dont le point de réunion des deux branches est fixé par un étoquiau - Il s'emploie pour les loqueteaux, et à la queue du pêne des serrures bénardes ; mais lorsqu'il est couché au-dessus du pêne d'une serrure, et que ses branches sont longues et inégales, comme dans les serrures de sûreté, on l'appelle grand ressort *[S 49].
  - Ressort à pied - Il est semblable aux précédents, mais l'une de ses branches à un talon ou un tenon qui entre dans une mortaise faite dans le palâtre[S 49].
  - Ressort double - Celui formé de deux ressorts à chien[S 49].
  - Ressort à boudin - Celui roulé en forme de spirale, «t dont une des extrémités est fixée par un étoquiau, et l'autre est droite ; tels sont les ressorts de becs-de-cane, de loqueteaux, de serrures[S 49].
  - Ressort de rappel - Nom d'un petit ressort en spiral, monté sur une pointe servant à tenir tendu le fil de fer d'une sonnette[S 49].
  - Ressort à pompe ou à cylindre - Il est fait de fil de laiton tourné en forme de cylindre et sert au même usage que le précédent[S 49].
  - Ressort de sonnette - Lame de fer tournée en spirale, sur laquelle est rivée la sonnette, et montée sur une tige à pointe pour la fixer en place S1[S 49].
  - Ressort à foliot - Petite pièce d'une serrure montée par un bout sur un étoquiau, et qui sert à renvoyer l'effort d'un autre ressort[S 49].
- Restraindre - Action de frapper sur du fer mince à coups de marteau pour le faire rentrer sur lui-même - Contraire d’emboutir[S 49].
- Rifloir - Espèce de lime taillée douce par le bout, qui sert à dresser le cuivre et à dégrossir les ornemens en bronze[S 49].
- Ringard - Barre de fer qu'on soude à un gros morceau de fer qu'on ne pourrait manier avec les tenailles, mais au moyen de laquelle on le porte à la forge et on le manie sur l'enclume[S 49].
- River - Aplatir peu à peu l'extrémité d'une cheville ou goujon, d'an clou, sur une virole nommée contre - Rivure, sur une bande de fer ou sur une penture, d'abord avec la panne du marteau, et ensuite avec la tête - River en goute de suif, c'est former l'extrémité de la cheville en tête de champignon[S 49].
- River - Courber la pointe d'un clou qui passe à travers une planche[S 49].
- Rivet - Goujon dont on rive les deux extrémités après l'avoir fait passer par le trou pratiqué à deux objets que l'on veut assembler à plat, comme le foncet sur le palâtre d'une serrure[S 50].
- Rivoir ou Rivois - Outil qui sert à river les clous[S 50].
- Rivure - Petit morceau de fer rond et long en forme de broche, qui passe dans les nœuds des couplets ou fiches, et rivé par les deux bouts[S 50].
- Rochoir - Boîte qui contient le borax[S 50].
- Rondelle - Bandelette de fer tournée en rond qu'on ajoute aux extrémités d'un boulon ; elle est du diamètre de la tête ou de la dimension de l'écrou ; son usage est d'empêcher le bois de s'écraser sous la pression de l'écrou ou de la clavette[S 50].
- Rosette - Platine en tôle ou en cuivre, pleine ou découpée, au milieu de laquelle passe la tige d'un bouton de porte, de bec-de-cane, de serrure à bouton[S 50].
- Rosette en cuivre - Ornement qu'on rapporte sur les croisillons d'un balcon, etc.[S 50].
- Rossignol - Crochet de fer dont on se sert pour ouvrir les serrures lorsqu'on n'en a pas la clef[S 50].
- Rouet - Petit morceau de tôle arrondi en élévation et rivé sur le foncet ou palâtre d'une serrure, pour servir de gardes[S 50].
- Rouverin - Voir Fer

- Haut – A
- B
- C
- D
- E
- F
- G
- H
- I
- J
- K
- L
- M
- N
- O
- P
- Q
- R
- S
- T
- U
- V
- W
- X
- Y
- Z

## S
- Sablonner - Jeter du sable fin sur le fer à la forge pour en séparer la crasse avant de le souder[S 51]
- Sabot - Masse de fer de forme conique, ayant au pourtour de sa base trois ou quatre branches en fer plat de quinze à vingt-quatre pouces de longueur, servant à armer la pointe d'un pilot ou d'un pieu avant de l'enfoncer en terre[S 51].
- Sanguine - Minéral qui sert à polir le fer[S 51].
- Scellement - La division en deux parties égales de l'extrémité d'un gond, d'une patte, d'un corbeau, et la courbure de chacune de ces parties en sens inverse ; Scellement - Manière de retenir une barre de fer dans une pierre, soit avec du plomb coulé, soit avec du soufre mêlé de grain ou menue ferraille[S 51].
- Scie - Un feuillet d'acier mince, dentelé et strié sur les côtés[S 51].
- Serre - Espèce de coin que l'on passe dans les yeux de deux barres qui sont jointes par une moufle[S 51].
- Serrure - Petite machine de fer couverte en fer ou en cuivre, qu'on applique sur le bord d'un vantail de porte ou d'armoire, ou sur les coffres, tiroirs et secrétaires, pour les fermer, et qu'on ouvre ou ferme avec une clef - Pour les pièces d'une serrure des plus complètes et de la meilleure qualité[S 51]. Il y a trois sortes de serrures distinguées par les choses à l'usage desquelles elles sont propres : la première pour les boîtes, coffres ou tiroirs ; la seconde pour les armoires ; et la troisième pour les portes tant extérieures qu'intérieures[S 51]. Les serrures pour la fermeture des coffres, tiroirs, etc., sont de diverses espèces, et connues sous les noms suivants ; savoir [S 51].
  - Serrure pour coffre, pêne en bord sans cloison ; Idem, avec obron ; Idem, à demi-cloison ; Idem, encloisonnée et blanchie ; Idem, encloisonnée avec obron poussé et poli, à une et deux fermetures, à l'usage des coffres à avoine[S 52]
  - Serrure à morailon pour cassettes, commune et poussée[S 52].
- Garniture de serrure pour tiroir de commode composée de trois serrures, ordinaire sans cloison et d'autres polies et à demi-cloison[S 52].
  - Serrure de tiroir de bureau, sans cloison et à demi - Cloison, blanchie ou polie ; Idem à trois pênes ou à pêne fourchu et demi-tour, commune, ordinaire et polie[S 52].
  - Serrure pour fermeture de fléau, carrée ou ovale avec ou sans cloison, et de deux qualités, l'une blanchie et l'autre noircie ou poussée - Il en est encore qu'on nomme serrure à bosse ou à paldlre aplati, pour le même usage[S 52].
- Les serrures pour la fermeture des armoires sont aussi de diverses espèces et connues sous les noms suivants ; savoir :
  - Serrure à un pêne, dite ordinaire ou commune ; Idem, à tour et demi, blanchie, poussée et polie[S 52].
  - Serrure à deux tours dite à pêne dormant[S 52].
  - Serrure à tour et demi, polie et à équerre servant à ouvrir un bec de canne[S 52].
  - Serrure à trois pênes ou à pêne fourchu et demi-tour, polie ; Idem, avec des étoquiaux à patte, et polie[S 52] ; La même, et de plus à équerre avec un tirage en tringle plate ou à pan[S 52] ; La même, à équerre avec deux verrous à bascule ; Il y a aussi pour les cabinets des serrures qui n'ont qu'une entrée et qui sont à un ou deux tours, poussées ou polies[S 52].
- Les serrures pour la fermeture des portes d'entrée et des intérieurs sont aussi de diverses espèces, et connues sous les noms suivants[S 52] :
  - Serrure à tour et demi ou bénarde, le plus en usage pour toutes les portes d'intérieur ; il y en a de trois qualités, que l'oit désigne sous les noms de blanchie, poussée et polie 8s. Dans cette espèce on en distingue à une entrée, à une clef forée, blanchie et poussée ; d'autres à deux entrées, à deux clefs forées et poussées ; et pour ces mêmes portes on emploie encore souvent des serrures que l'on nomme à foliot ou à tour et demi avec bouton double, qui ont des étoquiaux à pate et qui sont polies[S 53]
  - Serrure à foliot, une gâche de répétition et un verrou à bascule[S 53].
  - Serrure à pêne dormant dite à deux tours, dont l'usage est propre à des portes extérieures, et qui se distinguent par blanchie, noircie, grisée, renforcée et poussée[S 53].
  - Serrure pour guichet de porte cochère : il y en a de deux sortes », à tour et demi et demi.cloison poussée, et d'autres poussées avec deux entrées et deux clefs forées[S 53].
  - Serrure de sûreté ou à pêne dormant et demi-tour, ou à deux pênes, servant ordinairement aux portes d'entrée ; il y en a de plusieurs sortes, savoir : avec garniture brasée, dans l'ordinaire ou blanchie, dans le poussé et le poli, avec clefs forées à travers la - Broche affleurant ou.non, et avec ou sans faux fond ; La même, avec garniture passée sur le tour dite écurée, et avec garniture évidée dans la masse dite garniture tournée[S 53].
  - Serrure de sûreté à trois pênes ou à pêne fourchu et demi-tour, avec étoquiaux à patte, poussée, polie, et avec garniture brasée ou tournée idem [S 53] ; La même avec de plus un verrou de nuit, dite à quatre pênes[S 53].
  - Serrure de sûreté à trois pênes et à Bouton double pour le demi-tour, dans le poussé et le poli, avec la garniture brasée ou tournée[S 53] ; La même, avec une gâche carrée dite à bascule garnie de deux verrous, et enfin la même serrure dite à bascula ou à équerre ayant, ainsi que sa gâche, deux verrous[S 53].
  - Serrure à contour - Celle cintrée en cul do chapeau sur le derrière[S 54]
  - Serrure à corniche, dont le pàlâtre est encadré d'Une moulure en cuivre ou en fer[S 54].
  - Serrure à trèfle, dont le bout de la broche à la figure d'un trèfle[S 54] ;
  - Serrure à vielle - Voir Loquet
- Sertir - Réunir une pièce de fer à une autre par de petites lèvres qui sont au bord du trou où l'on ajuste la pièce[S 54].
- Socle - Bande de tôle qu'on rapporte sur le sommier d'une grille ; c'est aussi l’empattement fait en congé au bas d'un montant de grille d'appui, d'un arc-boutant en console[S 54].
- Sommier - Nom de la traverse du bas de toute espèce de grille ouvrante ou dormante[S 54].
- Souder - Joindre les extrémités où toute la longueur de deux barres de fer, en les mettant chauffer jusqu'à ce qu'elles soient blanches, et en les réunissant sur l'enclume avec le marteau - Cette réunion se fait encore pour de petites pièces au moyen du cuivre et du borax que l'on fait fondre - Cette manière de souder se nomme braser[S 54].
- Soupape - Nom d'une pièce de fer ronde ou carrée, montée à bascule, servant à fermer une ouverture quelconque, comme celle d'une gâche[S 54].
- Spirale - Ligne - Contour que forme le pas d'une vis[S 54].
- Store - Tuyau de fer-blanc dans lequel il y a un ressort à boudin et sur lequel on roule un morceau d'étoffe qu'on peut dérouler de dessus le tuyau pour se garantir du soleil[S 54].
- Suante - On dit donner une chaleur suante lorsque le fer chauffé blanc commence à fondre[S 54].
- Support - Tige de fer à pointe, à pâté ou à scellement d'un bout qui soutient quelque chose ; tel est le support sur lequel on monte une ou plusieurs poulies, un ressort pour bonnette ; Support blanchi, carré ou à patte - Nom d'un petit morceau de fer plein ou évidé, coudé à deux coudes, qui se pose sur un volet pour supporter la poignée d'une espagnolette ; Support à charnière - Support qui se pose sur un châssis de fenêtre[3], et qui soutient de même la poignée de l'espagnolette lorsqu'elle est fermée - Il en est de plusieurs sortes, support blanchi, support évidé et poli, petit et moyeu modèle ; support grand modèle ou en console[S 55]

- Haut – A
- B
- C
- D
- E
- F
- G
- H
- I
- J
- K
- L
- M
- N
- O
- P
- Q
- R
- S
- T
- U
- V
- W
- X
- Y
- Z

## T
- Talon - Petit coude ou saillie que l'on pratique à l'extrémité d'un pêne au dedans d'une serrure, pour l'arrêter contre le cramponnet ; ce sont aussi tous les coudes de peu de longueur que l'on fait aux deux bouts d'une poignée tournante, à l'extrémité d'une bande, au bout d'une plate-bande, d'un harpon, d'un» penture[S 55].
- Tambour - Cloison de tôle ou de cuivre de forme ronde, qui renferme quelque pièce, un mouvement ou un ressort ; telle est la cloison que l'on place derrière une porte pour qu'elle se ferme seule - On la nomme aussi baril[S 55].
- Tampon - Espèce de cheville en bois qu'on met dans un trou percé dans la pierre ou dans le marbre afin de pouvoir y placer une patte, une vis, un clou ; Tamponner - Mettre un tampon[S 55].
- Taraud - Morceau d'acier fait en vis dont on se sert pour former des écrous ; chaque taraud s'ajuste dans un trou de la filière - Et chacun de ces trous sert à former la vis qui doit entrer dans cet écrou[S 55].
- Tarauder - Faire le pas d'un écrou ou le pas d'une vis[S 55].
- Targette - Platine de fer ou de cuivre portant un petit verrou plat et mobile dans deux cramponnets ou picolets, dont on se sert pour fermer les portes - Il y en a de plusieurs sortes, qui sont[S 55] :
  - Targette à platine noircie ou grisée - Targette dont la platine n'est pas évidée[S 56]
  - Targette à croissant - Targette dont la platine est évidée de deux croissants, blanchie ou grisée dite renforcie[S 56] ;
  - Targette à feuille, blanchie et polie - Targette dont la platine est découpée en feuille de persil[S 56].
  - Targette à panache - Targette dont la platine est découpée d'une feuille de plus que la précédente, blanchie, ou polie[S 56].
  - Targette à valet - Targette qui porte au-dessus du verrou un petit coulisseau dans deux cramponnets pour entrer dans des coches pratiquées sur le verrou[S 56].
- Tas - Enclume carrée sans talon ni bigorne[S 56].
- Tasseau - Outil de fer de différentes formes, qui sert à relever et emboutir les ouvrages de tôle[S 56].
- Té - Espèce d'équerre double qui porte à chacune de ses extrémités deux branches au lieu d'une, et qui se rapporte sur les traverses de petit bois de fenêtre[3] pour en tenir les assemblages[S 56].
- Tenaille - Instrument de fer composé de deux branches droites ou courbées de différentes manières, assemblées par un clou rivé - Les tenailles servent, les unes, à mettre le fer au feu ; les autres à l'en retirer ; d'autres à le tenir sur l'enclume, et d'autres à arracher les clous qui tiennent quelque objet[S 56].
- Tenon - En général l'extrémité d'une barre de fer forgée ou taillée faite de manière à pouvoir entrer dans une mortaise, ou bien un bout de fer rapporté sur le plat et dans la longueur d'une bande pour la joindre à une autre[S 56].
- Tête - Partie carrée ou ronde opposée à la panne d'un marteau ; c'est aussi la partie élargie au bout d'un clou et d'une cheville[S 56].
  - Tête perdue - Toute tête de clou, de vis ou de boulon encastrée de son épaisseur dans la pierre, dans le bois ou dans le fer[S 57]
  - Tête plate - Tête des clous à ardoise, à latte et d'épingle[S 57].
  - Tête de champignon - Tête ronde, plate ou creuse en dessous, des clous à pointe, des clous rivés, des boulons[S 57].
  - Tête fraisée - Tête d'une vis ou d'un clou, plate dessus et convexe dessous[S 57].
  - Tête à la romaine - Tête d'une grosse vis sphérique et percée d'un trou au milieu pour la tourner[S 57].
  - Tête de pivot - Partie saillante d'un pivot à équerre[S 57].
  - Tête de palâtre - Bout de chaque serrure qui affleure l'épaisseur de la porte et dans lequel est pratiqué le passage du pêne[S 57].
- Tiers-point - Sorte de lime à trois faces[S 57].
- Tige - En général, la partie la plus menue d'une pièce de serrurerie ; tel est le haut d'un verrou à ressort, à coulisse, d'une bascule, la partie d'une clef entre le panneton et l'anneau - Ces tiges sont rondes, méplates, à pans ou chanfreinées ; Ce sont aussi des bouts de fers neufs ou vieux appointis, qui prennent le nom de rappointis[S 57].
- Tirage - Pour une serrure à équerre ou pour un loqueteau, fils de fer câblés et attachés des deux bouts, ou d'un seul, et garnis par l'autre d'un anneau[S 57].
- Tirant - Barre de fer plat ayant à chaque extrémité ou à une seule, un œil pour recevoir une ancre, et qui sert à empêcher l'écartement d'un mur ou à lier une pièce de bois à un mur ou à une cloison[S 57].
- Tire-fond ou piton à deux filets - Tige de fer portant un anneau ou œil d'un bout, et filetée à la lime d'un double filet de l'autre, ce qui fait sa seule différence avec le piton - U sert à recevoir le bout d'un crochet plat ou rond, à suspendre un lustre sous un plafond[S 57].
- Tisonnier - Outil de fer de la forme d'un fourgon, servant à attiser ou placer le charbon sur la forge[S 58]
- Tôle - Fer en lames ou feuilles déliées, et battues sous le marteau des aplatisseurs ou au laminoir - Il y en a de différentes espèces qu'on nomme tôle ordinaire dite coupée à l'équerre ; tôle de Suède dite laminée ; tôle à porte cochère, très-forte ; tôle à rangette pour tuyau de poêle[S 58].
- Tour creuse - Nom des plaques de fonte circulaires qui se placent dans les angles d'un contre-cœur de cheminée[S 58].
- Touret - Petite tringle ronde passée dans une maille plate, ayant une tête d'un bout et courbée en S de l'autre, pour recevoir une suite de chaîne[S 58].
- Tourillon - Pièce de fer ou de cuivre de forme cylindrique faite ou rapportée aux extrémités de l'axe d'un treuil, des bascules d'un pont-levis, du mouton d'une cloche, du montant d'une grille, de la traverse d'un balancier de pompe, d'une bascule de sonnette, afin que chacune de ces pièces puisse tourner circulairement ; Ce sont encore les petits goujons rivés sur une crémaillère pour faire mouvoir les lames d'une persienne[S 58].
- Tourne-à-gauche - Outil de fer ayant quelquefois un manche de bois, servant comme de clef pour tourner d'autres outils ou quelque pièce de serrurerie[S 58].
- Tournevis - Outil composé d'un manche de bois dans lequel est une lame plate d'acier trempé dur, ayant l'extrémité mince, pour entrer dans la fente de la tête de vis, et servant à les placer et à les déplacer[S 58].
- Tourniquet Double - Pièce composée d'une tige à pointe .on à scellement, sur l'extrémité de laquelle est rivée une branche droite ou en S, servant à tenir des contrevents ouverts[S 58].
- Tourniquet simple - Tourniquet dont la branche est moitié moins longue que la précédente et servant ordinairement à tenir fermés des châssis vitrés[S 58].
- Tourniquet à bascule - Voir Bouton à boite d'horloge
- Tranche : ciseau d'acier avec un  manche, servant à refendre les barres de fer à chaud sur leur largeur, et à les couper sur leur longueur. Il peut encore servir à entailler les barres à froid pour pouvoir les casser[S 59].
- Travée de grille - Espace entre deux pilastres ou montants en fer, ou entre deux piliers de pierre, rempli de barreaux et de traverses[S 59].
- Traverse - Barre de fer percée de mortaises servant à recevoir des Montants posés perpendiculairement comme pour une grille[S 59].
- Traverses de frise - Traverses qui sont rapprochées et entre lesquelles on rapporte quelqu'ornement[S 59].
- Trémie - Voir Bande de trémie
- Trépan - Outil servant à percer des trous dans la pierre ou dans le marbre[S 59].
- Tringle - Verge étirée à la filière plus ou moins grosse, dressée et blanchie, servant à porter les rideaux que l'on place au-devant des fenêtres[3], ou à faire des châssis qui doivent être grillagés[S 59].
- Tripoli - Espèce de craie ou de pierre tendre d'un rouge pâle, qui sert à polir le fer[S 59].
- Tuyau - Cylindre creux de fer fondu servant à conduire les eaux d'un chéneau, d'une cuisine, les matières fécales dans une fosse[S 59].
  - Tuyau à bride - Tuyau qui porte à chaque extrémité un rebord ou bourrelet que l'on nomme bride servant à recevoir les vis à écrous ; ce tuyau s'emploie pour les conduites d'eau[S 59].
  - Tuyau de sonnette - Petit cylindre de fer-blanc servant au passage du fil de fer, que l'on place dans l'épaisseur ou le long des murs[S 59].
- Tuyère - Canal de fer épais qui sert à conduire le vent du soufflet dans la forge[S 59].

- Haut – A
- B
- C
- D
- E
- F
- G
- H
- I
- J
- K
- L
- M
- N
- O
- P
- Q
- R
- S
- T
- U
- V
- W
- X
- Y
- Z

## V
- Valet - Petit morceau de fer mourant monté dans un cramponnet sur la platine d'une targette, dont le bout entre dans une entaille faite au verrou lorsqu'il est fermé[S 60].
- Vase - Un ornement en cuivre ou en fer que l'on rapporte par le haut d'un pilastre de rampe ; C'est aussi la partie en forme de poire faite ou rapportée au bout d'un croissant de cheminée[S 60].
  - Vase - Petits profils en forme de vase qu'on fait au haut et au bas des fiches, qu'on nomme pour cette raison fiches à vase - Ceux des fiches polies, et qui sont plus riches, se nomment doubles vases[S 60].
- Vasistas - Châssis mobile fait en fer mince ou en cuivre, qui encadre un des verres d'une fenêtre[3], et qui sert, en l'ouvrant, à renouveler ou à donner la quantité d'air que l'on désire dans la pièce[S 60].
- Verge - Petite baguette de fer méplat et à patte aux deux extrémités, qu'on attache avec des pointes sur les châssis de fenêtre[3] pour tenir, au moyen de liens, les panneaux de vitraux ; Verge de girouette - La tige qui passe au travers du fût d'une girouette ; Verge de pompe - Une tringle à l'extrémité inférieure de laquelle est attaché le piston ; on la nomme aussi tringle - Aussi le nom du balancier même[S 60].
- Verrou à ressort - Pièce de quincaillerie composée d'une petite bande de fer plat, qu'on fait mouvoir dans des crampons ou cramponnets fixés sur une platine de tôle mince, pleine ou découpée à jour, au bout de laquelle bande ou tête est une tige méplate plus ou moins longue, avec un bouton servant de poignée - On s'en sert pour la fermeture des portes, des fenêtres[3], des persiennes, des volets, des armoires, etc.- Il y en a de différentes façons, et qui portent les noms suivants : Verrou sur le plat poli - Verrou dont la tige est plate et mince ; Verrou à feuille, sur le champ ou ordinaire - Verrou dont la tige est méplate et la platine découpée ; Verrou à croissant - Même que le précédent, mais plus fort ; Verrou à demi-placard - Verrou d'une force supérieure aux verrous ordinaires - Il en est de blanchis ou poussés, et d'autres qui sont polis et mieux faits ; la tige de cette sorte est plate ; Verrou à placard - Verrou de la première force, tant pour la tête que pour la tige. Il en est de même qui ne sont que poussés ou blanchis, et d'autres qui sont polis ; Verrou à coulisse perdue - Verrou dont la tige est ronde, montée sur une platine ; on le place en l'encastrant de son épaisseur dans la feuillure d'une porte ; Verrou à la capucine - Petit verrou monté avec deux cramponnets sur une platine en cuivre ou en fer, et qui s'entailla de son épaisseur dans le bois ; Verrou à coq - Verrou dont les cramponnets très-larges forment encloisonnement à la tête du verrou[S 61].
- Verrou à bascule - Voir Bascule
- Vertevelles - Pièces de fer en forme d'anneaux qu'on fiche dans une porte pour faire couler et retenir le verrou des serrures à bosse ou de simples verrous à queue[S 61].
- Vielle - Voir Loquet
- Virole - Espèce de bague de fer très-mince, qui sert à cercler les manches d'outil ; c'est aussi le nom de l'anneau qu'on rapporte quelquefois au bas du mamelon d'une fiche à vase pour exhausser une porte[S 61].
- Vis - Cylindre dont la surface est creusée en spirale ; on appelle filet de vis la petite saillie de cette spirale entre deux cavités, et la distance d'un filet à l'autre s'appelle pas de la vis - Il y a des vis de diverses grosseurs que l'on distingue par le mot force, ou par des numéros - Les vis à tête ronde s'appellent communes ; Les vis à tête plate et filetées jusqu'au collet, c'est-à-dire jusqu'à la tête, se nomment fines ; Vis à pas carré - Vis des nouvelles fabriques dont le pas ou l'entre-deux de chaque filet est dégagé carrément, ce qui rend chaque filet plus délié ; Vis à écrou - Une tige ayant une tête ronde ou carrée, et dont le bout est fileté au taraud pour recevoir un écrou[S 62]
- Vitrail - Châssis de fer avec des croisillons aussi en fer pour recevoir des panneaux de verre montés en plomb[S 62].
- Vrille - Petit instrument qu'on mène avec la main et qui sert aux ferreurs à percer des trous dans le bois pour aider le placement des clous et des vis[S 62].